# Historia de la ciencia

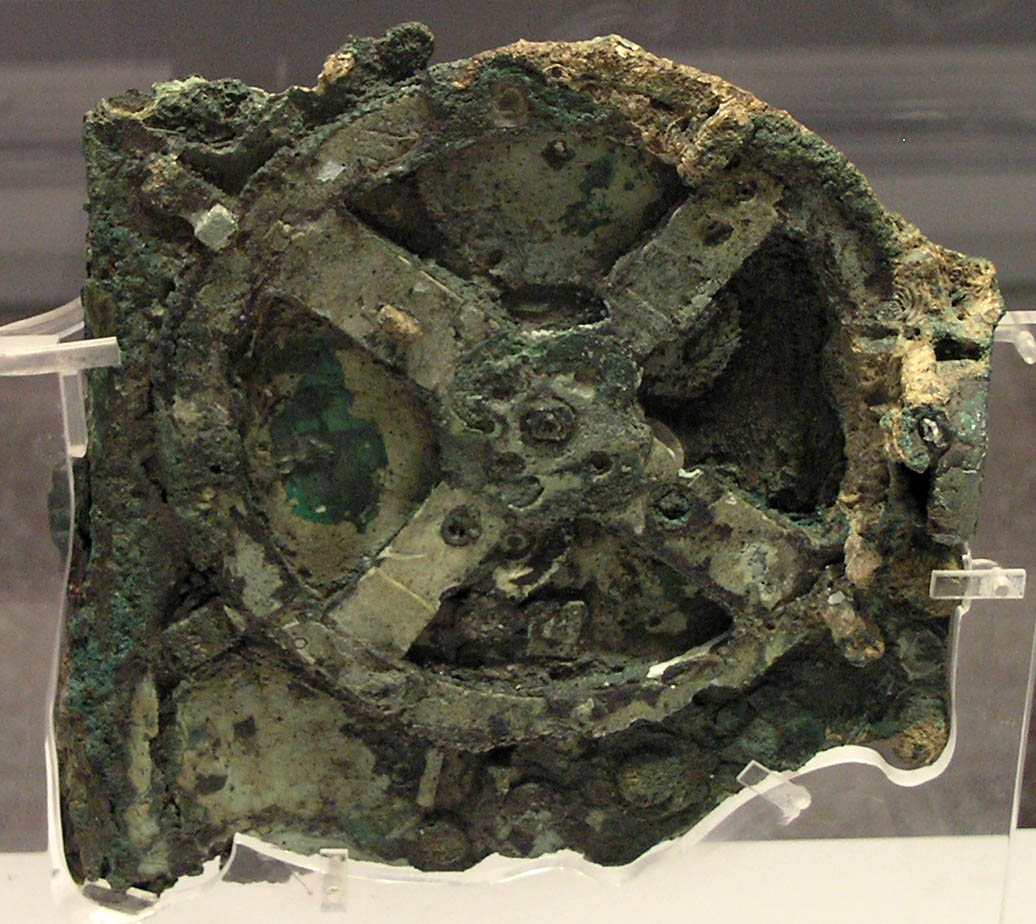
El mecanismo de Anticitera, una computadora analógica construida en la Edad Antigua para predecir posiciones astronómicas y eclipses. Algunas de las ciencias de las primeras civilizaciones fueron la astronomía y las matemáticas.

La historia de la ciencia documenta el desarrollo histórico de la ciencia, la técnica y la tecnología, así como la interrelación que han tenido las tres entre sí y con el resto de los aspectos de la cultura a nivel mundial, como son la economía, la sociedad, la política, la religión, la ideología, etc. En un sentido amplio, la historia de la ciencia existía en muchas civilizaciones desde antes de la Edad Moderna. La ciencia moderna es distinta en su enfoque a la ciencia antigua y es la que define ahora lo que se entiende como ciencia en el sentido más estricto del término. La palabra ciencia se usaba para categorizar un tipo de conocimiento específico, más que para referirse a la búsqueda de dicho conocimiento. En particular, la ciencia era el tipo de conocimiento que las personas pueden comunicarse entre sí y compartir.
El conocimiento sobre el funcionamiento de las cosas naturales se acumuló mucho antes de que se registrara su historia y condujo al desarrollo de un pensamiento abstracto complejo. Lo demuestra la construcción de complejos calendarios, el uso de técnicas para hacer comestibles las plantas venenosas, la construcción de obras públicas a escala nacional —como las que aprovecharon el terreno inundable del Yangtsé con embalses, presas y diques— y de edificios como las pirámides. Sin embargo, no se hizo una distinción consciente y consistente entre el conocimiento de tales cosas y otros tipos de conocimiento comunitario, como las mitologías y los sistemas legales.
El análisis histórico de la ciencia y la tecnología recurre a los contenidos y metodologías de las distintas subdivisiones de la historia, tanto temáticas (historia de las ideas, historia cultural, historia social, historia económica) como temporales y espaciales. La ciencia ha sido una gran ayuda para el ser humano.

## Marcos teóricos

### Artesanos, filósofos y científicos

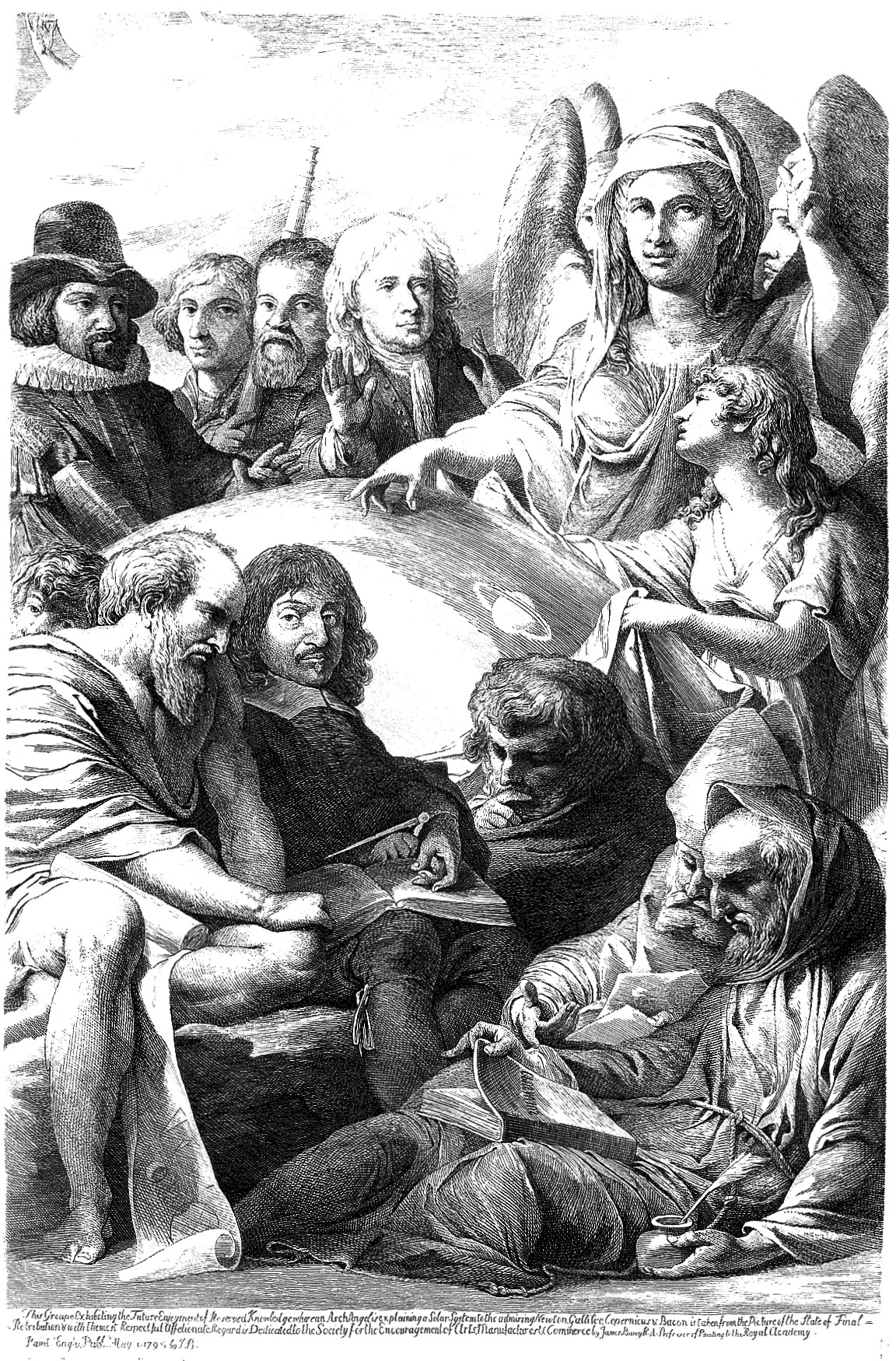
El arcángel que revela la naturaleza física del universo a: Francis Bacon, Nicolás Copérnico, Galileo Galilei, Isaac Newton, Tales de Mileto, René Descartes, Arquímedes, Roberto Grosseteste y Roger Bacon (grabado de James Barry, 1795).

A lo largo de los siglos la ciencia viene a constituirse por la acción e interacción de tres grupos de personas: los artesanos, los filósofos y los científicos.
Los artesanos, constructores, los que abrían caminos, los navegantes, los comerciantes, etc. resolvían perfectamente las necesidades sociales según una acumulación de conocimientos cuya validez se mostraba en el conocimiento y aplicación de unas reglas técnicas precisas fruto de la generalización de la experiencia sobre un contenido concreto.
Los filósofos mostraban unos razonamientos que «extendían el dominio de las verdades demostrables y las separaba de la intuición. La uniformidad del Ser sobrevivió en la idea de que las leyes básicas han de ser independientes del espacio, del tiempo y de las circunstancias». Platón postuló que las leyes del universo tenían que ser simples y atemporales. Las regularidades observadas no revelaban las leyes básicas, pues dependían de la materia, que es un agente de cambio. Los datos astronómicos no podrían durar siempre. Para hallar los principios de ellos hay que llegar a los modelos matemáticos y «abandonar los fenómenos de los cielos». Aristóteles valoró la experiencia y la elaboración de conceptos a partir de ella mediante observaciones; pero la construcción de la ciencia consiste en partir de los conceptos para llegar a los principios necesarios del ente en general. Fue un hábil observador de «cualidades» a partir de las cuales elaboraba conceptos y definiciones, pero no ofreció ninguna teoría explícita sobre la investigación. Por eso su ciencia ha sido considerada «cualitativa» en cuanto a la descripción pero platónica en cuanto a su fundamentación deductiva. Para Aristóteles el valor de la experiencia se orienta hacia teorías basadas en explicaciones «cualitativas», y a la búsqueda de principios (causas) cada vez más generales a la búsqueda del principio supremo del que se «deducen» todos los demás. Por eso el argumento definitivo está basado en la deducción y el silogismo. Esta ciencia deductiva a partir de los principios, es eficaz como exposición teórica del conocimiento considerado válido, pero es poco apta para el descubrimiento. Los científicos difieren de los filósofos por favorecer lo específico y experimental, y difieren de los artesanos por su dimensión teórica. Su formación como grupo y eficacia viene marcada a partir de la Baja Edad Media, por una fuerte reacción antiaristotélica y, en el Renacimiento, por un fuerte rechazo al argumento de autoridad y a la valoración de lo humano con independencia de lo religioso. Son fundamentales en este proceso, los nominalistas, Guillermo de Ockham y la Universidad de Oxford en el siglo XIV; en el Renacimiento Nicolás de Cusa, Luis Vives, Erasmo, Leonardo da Vinci etc.; los matemáticos renacentistas, Tartaglia, Stevin, Cardano o Vieta y, finalmente, Copérnico y Tycho Brahe en astronomía. Ya en el XVII Francis Bacon y Galileo promovieron la preocupación por nuevos métodos y formas de estudio de la Naturaleza y valoración de la ciencia, entendida esta como dominio de la naturaleza y comprendiéndola mediante el lenguaje matemático.
A partir del siglo XVII se constituye la ciencia tal como es considerada en la actualidad, con un objeto y método independizado de la filosofía.

### Teorías y sociología

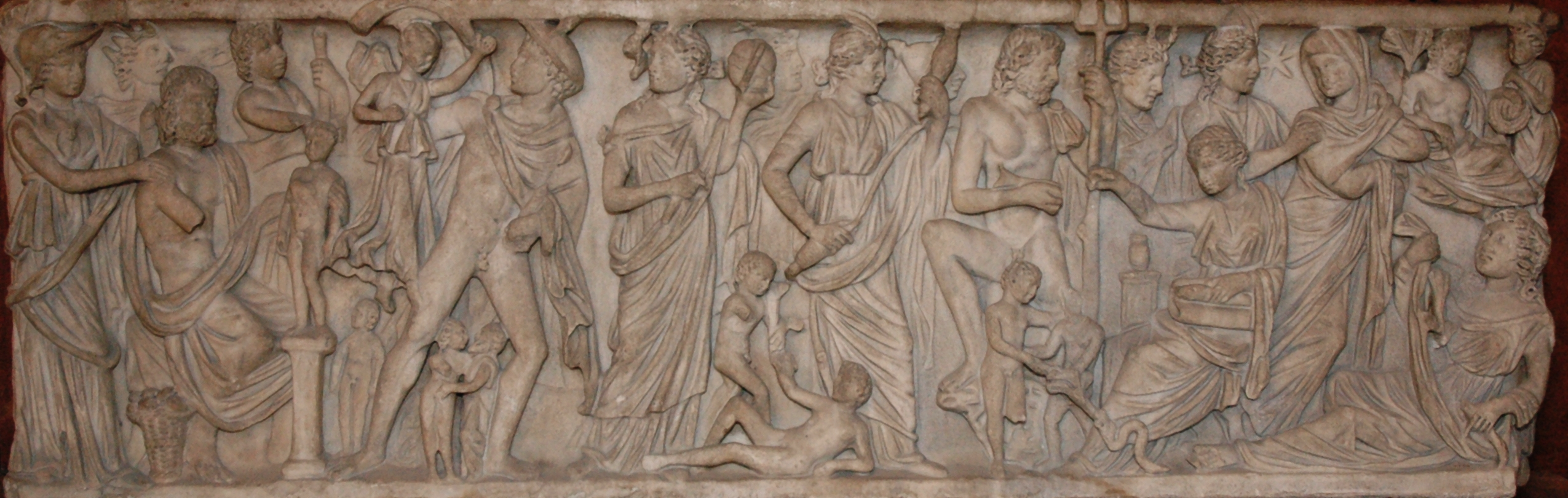
Sarcófago romano del que representa parte del mito de Prometeo. Es el héroe griego que representa la capacidad técnica del hombre (techné en griego o ars en latín), así como sus peligros (es castigado por robar el fuego de Zeus). Junto a él aparecen las moiras (personificaciones del destino humano) y algunos dioses, como Atenea, la diosa de la sabiduría o de la ciencia (episteme en griego o scientia en latín), y Hermes, el dios de los comerciantes, los viajeros y los ladrones.

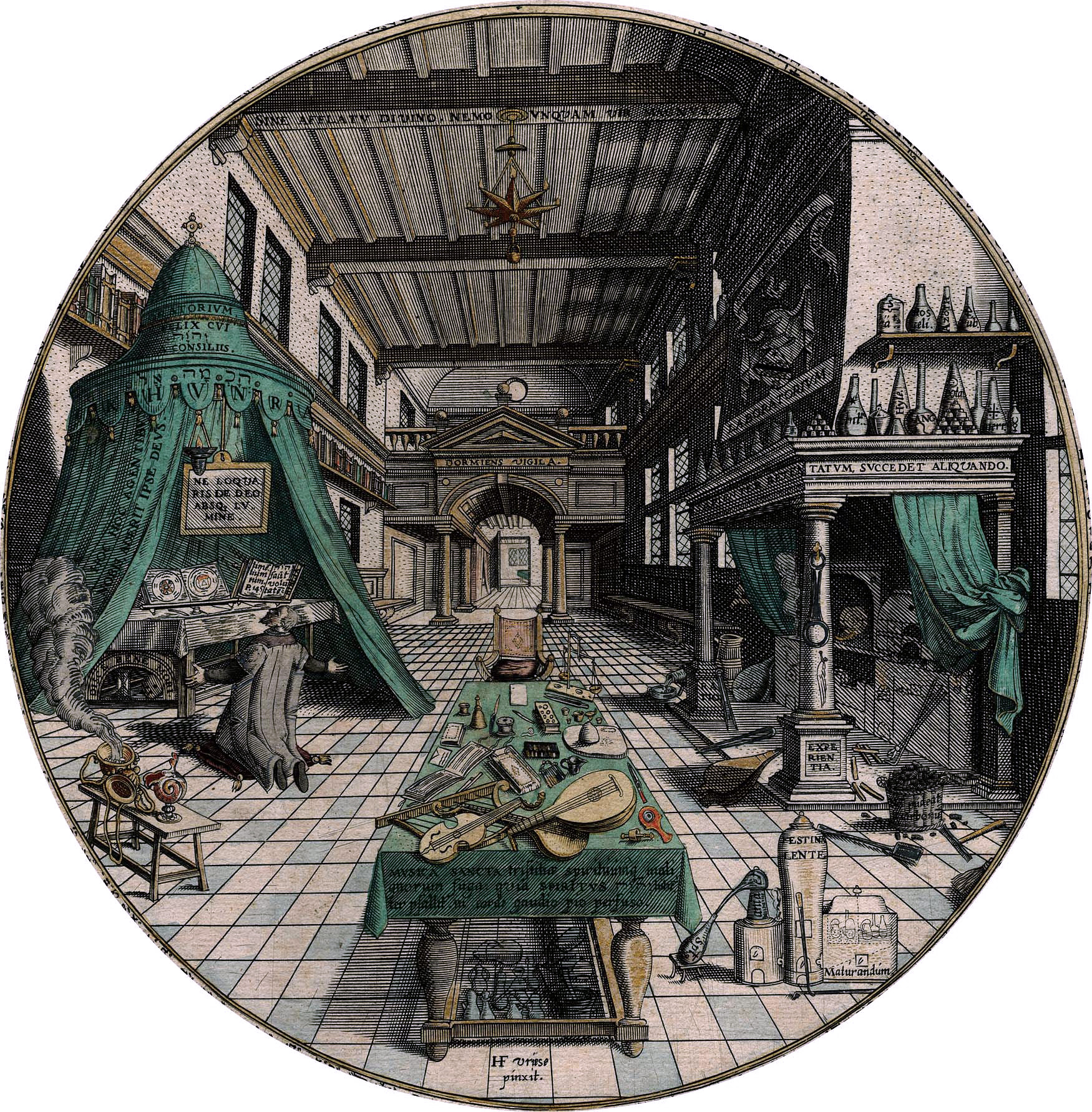
La primera etapa de la Gran Obra o El laboratorio del alquimista, ilustración de Hans Vredeman de Vries para el Amphitheatrum sapientiae aeternae de Heinrich Khunrath, 1591.

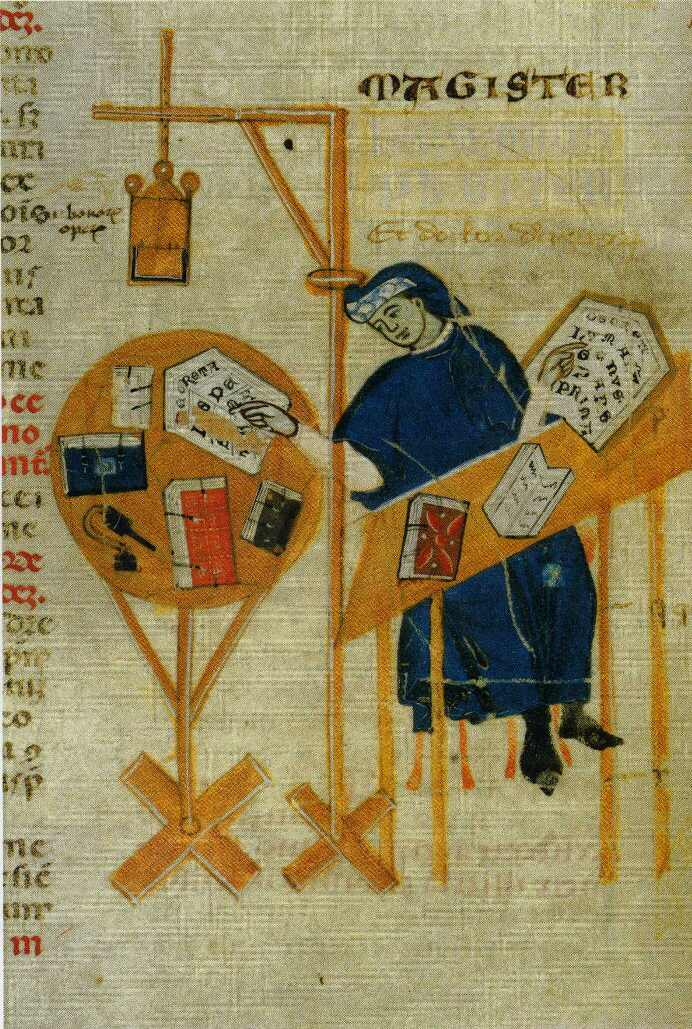
Un magister de época escolástica, con toga universitaria, cotejando textos en un scriptorium de una biblioteca medieval. Ilustración de la Concordia Discordatium Canonum,.

Los primeros problemas de la disciplina son la definición acerca de qué es la ciencia (un problema no historiográfico, sino epistemológico, de filosofía o sociología de la ciencia), su identificación o no con la ciencia moderna surgida de la revolución científica del siglo XVII (un cuerpo de conocimiento empírico y teórico, producido por una comunidad global de investigadores (la comunidad científica) que hacen uso de técnicas específicas y reproducibles para observar y explicar los fenómenos de la naturaleza) y cuáles serían sus objetivos (el puro conocimiento, el autoconocimiento, o la aplicación a finalidades prácticas que mejoren la vida humana —ciencia pura o ciencia aplicada—). Buena parte del estudio de la historia de la ciencia se ha dedicado a la historia del método científico, con la ayuda, en particular, de la sociología de la ciencia que, estudiando las condiciones sociales en que tiene lugar el trabajo concreto de los científicos, reconstruye la forma en que se «produce» y «construye» el conocimiento científico.

A más cómo, menos por qué ... es el aforismo ... que, a mi entender, resume mejor el pensamiento científico. Preguntar por las causas es siempre una pregunta de emergencia, porque causas puede haber muchísimas. En cambio, preguntarse por el como es investigar el proceso.
Jorge Wagensberg

A partir de que, desde el primer tercio del siglo XX, la propia ciencia dejara de ser determinista (demonio de Laplace) y se hiciera probabilística y consciente de sus propios límites (principio de incertidumbre o relación de indeterminación de Heisenberg, teoremas de incompletitud de Gödel y otras expresiones de impredecibilidad, impredicatividad e indecidibilidad en ciencia) y de la influencia decisiva del observador en la observación; cambió también la perspectiva sobre la teoría y la historia de la ciencia.
A mediados del siglo XX, tres filósofos de la ciencia presentaron tres opciones distintas en la consideración de la naturaleza progresiva o no del conocimiento científico y su forma histórica de producirse: Karl Popper (el conocimiento científico es progresivo y acumulativo, pero «falsable», con lo que únicamente se puede considerar ciencia lo que puede ser cuestionado), Thomas Kuhn (el conocimiento científico no es necesariamente progresivo, sino una respuesta a las demandas sociales, y en la mayor parte de los casos, la «ciencia normal» es únicamente el constante esfuerzo por confirmar el vigente paradigma, que únicamente cambiará por una revolución científica, de las que ha habido muy pocas históricamente), y Paul Feyerabend (el conocimiento científico no es acumulativo o progresivo, sino inconsistente y anárquico -anarquismo epistemológico-, no habiendo criterio de demarcación, en términos de método, entre lo que suele llamarse «ciencia» y cualquier otra forma de investigación).
En el último tercio del siglo se establecieron como disciplina específica los estudios de ciencia, tecnología y sociedad (CTS), que insisten en la importancia del factor humano dentro del conocimiento científico, y de la subjetividad sobre la anteriormente pretendida objetividad de los datos científicos, incluso de los llamados «hechos» o datos más evidentes, resultado de la observación, que fuera de su contexto (las teorías que los explican -o no- y las hipótesis que confirman -o no-) carecen de valor. Especialmente desde la publicación y divulgación de los libros de Popper (La lógica de la investigación científica, 1934 y 1959), Kuhn (La estructura de las revoluciones científicas, 1962) y Feyerabend (Contra el método, 1975), se han generado constantes debates en las comunidades científicas y académicas, tanto en el ámbito de las llamadas «ciencias duras» como el de las llamadas «ciencias blandas», el de las ciencias físico-naturales y el de las humanidades y ciencias sociales (o humanas, o ciencias morales y políticas), sobre la naturaleza, significado, objetividad, subjetividad, capacidad analítica, sintética y predictiva de la ciencia; el cuestionamiento del objeto y la metodología propios de cada ciencia, las ventajas e inconvenientes de la especialización y el reduccionismo, las posibilidades de interdisciplinariedad y de perspectivas holísticas; y la relación del conocimiento científico con los conceptos de verdad y de realidad.

La palabra "científico" (scientist) no existía hasta que la acuñó el erudito inglés William Whewell, en 1840. Solo porque esta palabra sea hoy de uso común, no significa que se haya usado durante mucho tiempo.
Isaac Asimov

### Mujeres
Las mujeres han contribuido notablemente a la ciencia desde sus inicios. El estudio histórico, crítico y sociológico de este hecho se ha convertido en una disciplina académica en sí misma.
En varias antiguas civilizaciones occidentales hubo mujeres dedicadas a la medicina, y el estudio de la filosofía natural estaba abierto a las mujeres en la Antigua Grecia. Las mujeres también hicieron aportaciones a la protociencia de la alquimia en el siglo I y II d. C. En la Edad Media, los conventos cumplían una importante función para la educación femenina y algunas de estas instituciones les brindaron a las mujeres la oportunidad de participar en la investigación académica. Pero cuando, en el siglo XI, se fundaron las primeras universidades, las mujeres quedaron en su mayor parte excluidas de ellas. Fuera del mundo académico, fue la botánica la ciencia que más se benefició de las aportaciones femeninas al inicio de la Edad Moderna. En Italia parece haber reinado una actitud más abierta que en otros lugares hacia los estudios de medicina por parte de mujeres. La primera mujer de la que se sabe que obtuvo una cátedra en una disciplina científica fue Laura Bassi en la Italia del siglo XVIII.

## Periodos históricos

### Prehistoria
La historia de la ciencia en la prehistoria es una subdivisión temporal de la historia de la ciencia que documenta el desarrollo de la ciencia, la técnica y la tecnología en la prehistoria. Comienza desde el surgimiento de comunidades nómadas de Homo sapiens sapiens en diversos sectores geográficos y concluye con la invención de la escritura y el comienzo de la Edad Antigua.
No hay términos universalmente aceptados para calificar a la forma de conocimiento del hombre prehistórico (que representaba artísticamente su visión del mundo —arte paleolítico— e incluso ha dejado algunas muestras de cómputos numéricos, como el hueso de Ishango).
El inicio de la tecnología humana se reconoce con el dominio del fuego, base de toda la tecnología y del cambio en la naturaleza por medio de la alteración de su entorno. Lo más natural es que, como primer resultado, obtuvieran un palo aguzado y con la punta endurecida, principio de la lanza y otras herramientas. También surge la alfarería, al observar el endurecimiento, en determinadas condiciones, de la tierra arcillosa sobre la que se organiza el fuego. La cocción de los alimentos y el surgimiento del cuero son también consecuencias de este hito tecnológico.
A lo largo del periodo prehistórico surgen y evolucionan las primeras herramientas y se desarrollan las primeras tecnologías de carácter empírico, basadas en el ensayo y error. La transmisión de los descubrimientos durante este periodo es oral y por medio de Pictogramas. Las primeras herramientas se elaboran utilizando madera, hueso, marfil y piedra; aparecen los primeros sistemas de numeración y cálculo en la ribera del Tigris y el Éufrates, así como también en Mesoamérica y en la hindú, e incluso las primeras anotaciones de observaciones astronómicas en diversas regiones del mundo.

### Edad Antigua
La ciencia en la Edad Antigua documenta el desarrollo de la ciencia, la técnica y la tecnología en la Edad Antigua. Comienza con la invención de la escritura y el fin de la prehistoria, y concluye con la caída del Imperio romano de Occidente.
Que la ciencia esté sujeta a evolución o sea susceptible de progreso es una idea ajena a las épocas históricas anteriores a la Edad Moderna (polémica de los antiguos y los modernos, 1688-1704) y nuestra percepción del «atraso» científico relativo a una época, un lugar o una rama del saber con respecto a otra proviene específicamente del positivismo de Auguste Comte, para quien hay «tres estadios teoréticos diferentes: el teológico o estadio ficticio; el metafísico o estadio abstracto; y por último, el científico o positivo» (Curso de filosofía positiva, 1830-1842). No habría ciencia, desde esa definición, antes de la revolución científica del siglo XVII. No hay términos universalmente aceptados para calificar a la forma de conocimiento del hombre prehistórico (que representaba artísticamente su visión del mundo —arte paleolítico— e incluso ha dejado algunas muestras de cómputos numéricos, como el hueso de Ishango); las producciones intelectuales, muy sofisticadas, de las primeras civilizaciones (para las que se han propuesto las expresiones «pensamiento pre-filosófico» o «mitopoeico»); la ciencia griega (cultura griega), que fue esencialmente un ejercicio teórico que no se sometía al método experimental, y que no se implicaba en la esfera de la producción (el modo de producción esclavista no demandaba innovaciones tecnológicas); o la ciencia romana (cultura romana), continuadora intelectual de la helenística (cultura helenística) en una civilización de inclinación marcadamente pragmática, donde sobresalió una notable ingeniería.

### Edad Media
La historia de la ciencia en la Edad Media abarca los descubrimientos en el campo de la filosofía natural que ocurrieron en el periodo de la Edad Media el periodo intermedio, en una división esquemática de la Historia de Europa.
Europa Occidental entró en la Edad Media con grandes dificultades que minaron la producción intelectual del continente tras la caída del Imperio Romano. Los tiempos eran confusos y se había perdido el acceso a los tratados científicos de la antigüedad clásica (en griego), manteniéndose sólo las compilaciones resumidas y hasta desvirtuadas, por las sucesivas traducciones que los romanos habían hecho al latín. Sin embargo, con el inicio de la llamada Revolución del siglo XII, se reavivó el interés por la investigación de la naturaleza. La ciencia que se desarrolló en ese periodo dorado de la filosofía escolástica daba énfasis a la lógica y abogaba por el empirismo, entendiendo la naturaleza como un sistema coherente de leyes que podrían ser explicadas por la razón.
Fue con esa visión con la que sabios medievales se lanzaron en busca de explicaciones para los fenómenos del universo y consiguieron importantes avances en áreas como la metodología científica y la física. Esos avances fueron repentinamente interrumpidos por la Peste negra y son virtualmente desconocidos por el público contemporáneo, en parte porque la mayoría de las teorías avanzadas del periodo medieval están hoy obsoletas, y en parte por el estereotipo de que la Edad Media fue una supuesta "Edad de las Tinieblas".
Mientras que en el Extremo Oriente se siguió desarrollando la civilización china con su propio ritmo cíclico, en Occidente la civilización clásica greco-romana fue sustituida por la cultura cristiana (latina y bizantina) y la civilización islámica, ambas fuertemente teocéntricas. Los cinco siglos de la denominada "época oscura" de la Alta Edad Media significaron un atraso cultural en la cristiandad latina, tanto en relación con la Antigüedad clásica como en relación con la simultánea Edad de Oro del islam, que no actuó únicamente como un contacto de innovaciones orientales (chinas, hindúes y persas, como el papel, el molino de viento o la numeración hindú-arábiga) hacia Occidente, sino añadiendo aportes propios y originales. No obstante, el desarrollo productivo del modo de producción feudal demostró ser más dinámico que el esclavista en cuanto a permitir desarrollos tecnológicos modestos, pero de notables repercusiones (la collera, el estribo, la vertedera). Aparentemente, el mundo intelectual, enclaustrado en los scriptoria de los monasterios y dedicado a la conservación y glosa de los textos sagrados, la patrística y la parte del saber antiguo que pudiera conciliarse con el cristianismo (Boecio, Casiodoro, Isidoro, Beda, Beato, Alcuino), estaba completamente desconectado de ese proceso, pero en su torno se fue gestando alguna variación en la concepción ideológica del trabajo que, con contradicciones y altibajos, inspiró la justificación de los intereses de la naciente burguesía y el desarrollo del capitalismo comercial a partir de la Baja Edad Media. Mientras tanto, las instituciones educativas se fueron sofisticando progresivamente (escuelas palatinas, escuelas monásticas, escuelas episcopales, studia generalia, universidades medievales) y en ellas, a pesar del efecto anquilosador que se supone al método escolástico, surgieron notables individualidades (Gilberto de Aurillac, Pedro Abelardo, Graciano, Raimundo de Peñafort, Tomás de Aquino, Roberto Grosseteste, Roger Bacon -Doctor Mirabilis-, Duns Scoto -Doctor Subtilis-, Raimundo Lulio, Marsilio de Padua, Guillermo de Ockham, Bártolo de Sassoferrato, Jean Buridan, Nicolás de Oresme) y algunos conceptos innovadores en terrenos como el de la química, en forma de alquimia (destilación del alcohol), el de la lógica (Petrus Hispanus), el de las matemáticas (calculatores de Merton College) o el de la física (teoría del impetus).

### Renacimiento
La historia de la ciencia en el Renacimiento comienza con el redescubrimiento de textos científicos antiguos durante el Renacimiento y se acelera después de la caída de Constantinopla en 1453 y la invención de la imprenta —que democratizaría al aprendizaje y permitiría una propagación más rápida de nuevas ideas— y los descubrimientos geográficos ocurridos en esta era.
Las ciencias naturales, fundamentadas en la metafísica nominalista, se diferenciaron de los estudios anteriores —de raíz aristotélica— en dos factores esenciales: la idea de la naturaleza y el método físico. La primera evoluciona desde la física ontológica aristotélica hacia un discurrir simbólico fundamentado en las matemáticas, pasando de analizar el «ser de las cosas» a interpretar «variaciones de fenómenos»; por tanto, se renuncia a conocer las causas a cambio de medir los fenómenos, sentando las bases de la ciencia positiva. El método físico, por otro lado, se fundamenta en el empirismo, basado en el «análisis de la naturaleza», el cual parte de una hipótesis de origen matemático para llegar a una comprobación a posteriori de esa premisa apriorística. Uno de los principales teóricos de la nueva ciencia fue el filósofo inglés Francis Bacon, padre del empirismo filosófico y científico; su principal obra, Novum organum, presenta la ciencia como técnica, experimental e inductiva, capaz de dar al ser humano el dominio sobre la naturaleza.
Una de las disciplinas científicas que más se desarrolló en esta época fue la astronomía, gracias principalmente a la figura de Nicolás Copérnico: este científico polaco fue el difusor de la teoría heliocéntrica —los planetas giran alrededor del Sol— frente a la geocéntrica impuesta en la Edad Media principalmente por la iglesia —la Tierra es el centro del universo. Expuso esta teoría, basada en la de Aristarco de Samos. Este sistema fue posteriormente desarrollado por Johannes Kepler, quien describió el movimiento de los planetas conforme a órbitas elípticas. Por último, Galileo Galilei sistematizó estos conocimientos y formuló los principios modernos del conocimiento científico, por lo que fue procesado por la Inquisición y obligado a retractarse; sin embargo, está considerado por ello el fundador de la física moderna. Otro astrónomo destacado de este período fue Tycho Brahe, creador del observatorio de Uraniborg, desde el que realizó numerosas observaciones astronómicas que sirvieron de base a los cálculos de Kepler. También cabe remarcar que en 1582 el papa Gregorio XIII introdujo el calendario gregoriano, que sustituyó al anterior calendario juliano.
Las matemáticas también avanzaron notablemente en esta época: Christoph Rudolff desarrolló la utilización de las fracciones decimales; Regiomontano estudió la trigonometría esférica y rectilínea; los italianos Gerolamo Cardano y Lodovico Ferrari resolvieron las ecuaciones de tercer y cuarto grado, respectivamente; otro italiano, Tartaglia, utilizó el triángulo aritmético para calcular los coeficientes de un binomio; Rafael Bombelli estudió los números imaginarios; François Viète efectuó importantes avances en trigonometría, y creó el simbolismo algebraico; Simon Stevin estudió las primeras tablas de intereses, resolvió el problema de la composición de fuerzas y sistematizó las fracciones decimales.
En ciencias naturales y medicina también hubo importantes avances: en 1543 Andrés Vesalio publicó De humani corporis fabrica, un compendio de anatomía con profusas ilustraciones considerado uno de los más influyentes libros científicos de todos los tiempos; Bartolomeo Eustachio descubrió las cápsulas suprarrenales; Ambroise Paré inició la cirugía moderna; Conrad von Gesner inauguró la zoología moderna con una primera clasificación de animales por géneros y familias; Miguel Servet describió la circulación pulmonar, y William Harvey la de la sangre; Gabriele Falloppio estudió la estructura interna del oído; Ulisse Aldrovandi creó el primer jardín botánico en Bolonia; Bernard Palissy fundamentó la paleogeografía; Caspar Bauhin introdujo un primer método de clasificación de las plantas; y Zacharias Janssen inventó el microscopio en 1590.
También avanzó notablemente la geografía y la cartografía, gracias a los numerosos descubrimientos realizados en esta época. Cabe destacar la labor del flamenco Gerardus Mercator, autor del primer mapa del mundo (1538) y descubridor de un método de posicionamiento geográfico sobre un mapa del rumbo dado por una aguja imantada.
En el terreno de la química, relacionada todavía con la alquimia medieval, hubo escasos avances: Georgius Agricola fundó la mineralogía moderna, clasificando los minerales según sus caracteres externos; Paracelso aplicó la alquimia a la medicina, estudiando las propiedades de los minerales como fármacos, en el transcurso de cuyas investigaciones descubrió el cinc; Andreas Libavius escribió el primer tratado sobre química con una mínima base científica, e introdujo diversos preparados químicos, como el ácido clorhídrico, el tetracloruro de estaño y el sulfato amónico, así como la preparación del agua regia.
Por último, conviene citar la figura polifacética de Leonardo da Vinci, ejemplo del hombre renacentista interesado en todas las materias tanto artísticas como científicas (homo universalis). En el terreno de la ciencia, realizó varios proyectos como máquinas voladoras, concentradores de energía solar o calculadoras, que no pasaron de meros proyectos teóricos. También realizó trabajos de ingeniería, hidráulica y mecánica, y estudios de anatomía, óptica, botánica, geología, paleontología y otras disciplinas.

### Edad Moderna
La revolución científica es un término usado para describir el surgimiento de la ciencia moderna durante el comienzo de la Edad Moderna asociado con los siglos XVI y XVII en los que nuevas ideas y conocimientos en matemáticas, física, astronomía, biología (incluyendo anatomía humana) y química, transformaron las visiones antiguas sobre la realidad y sentaron las bases de la ciencia moderna. La revolución científica se inició en Europa al final de la época del Renacimiento y continuó a través del siglo XVIII, influyendo en el movimiento social intelectual conocido como la Ilustración. Si bien sus fechas son discutidas, por lo general se cita la publicación en 1543 de De revolutionibus orbium coelestium (Sobre los giros de los orbes celestes) de Nicolás Copérnico como el comienzo de la revolución científica. Es considerada una de las tres revoluciones más importantes de la historia de la humanidad.
Una primera fase de la revolución científica, enfocada a la recuperación del conocimiento de los antiguos, puede describirse como el Renacimiento Científico y se considera que culminó en 1632 con la publicación del ensayo de Galileo; Diálogos sobre los dos máximos sistemas del mundo. La finalización de la revolución científica se atribuye a la "gran síntesis" de 1687 de Principia de Isaac Newton, que formuló las leyes del movimiento y de la gravitación universal y completó la síntesis de una nueva cosmología. A finales del siglo XVIII, la revolución científica habría dado paso a la "Era de la Reflexión".
El concepto de revolución científica que tuvo lugar durante un período prolongado surgió en el siglo XVIII con la obra de Jean Sylvain Bailly, que vio un proceso en dos etapas necesarias para eliminar lo viejo y establecer lo nuevo.

### Edad Contemporánea
En el siglo XIX las matemáticas se refinaron con Cauchy, Galois, Gauss o Riemann. La geometría se revolucionó con la aparición de la geometría proyectiva y las geometrías no euclidianas.
La óptica sufrió una revisión radical con Thomas Young y Augustin Fresnel, que pasaron de una concepción corpuscular de la luz (newtoniano) a una concepción ondulatoria (prefigurada por Huygens). La electricidad y el magnetismo se unificaron (electromagnetismo) gracias a James Clerk Maxwell, André-Marie Ampère, Michael Faraday y Carl Friedrich Gauss. La relación entre el maquinismo de la primera Revolución industrial (la máquina de vapor) y la ciencia de la termodinámica (Sadi Carnot, Clausius, Nernst y Boltzmann) no fue de ningún modo la de un principio científico que se aplicara a la técnica, sino más bien al contrario; pero a partir de la Segunda Revolución Industrial, los retornos tecnológicos se producirán fluidamente ("era de los inventos", 1870-1910). A finales del siglo XIX se descubrieron nuevos fenómenos físicos: las ondas de radio, los rayos X, la radiactividad (Heinrich Rudolf Hertz, Wilhelm Röntgen, Pierre y Marie Curie).
Se descubren en el siglo XIX la casi totalidad de los elementos químicos, permitiendo a Mendeleiev el diseño de la tabla periódica que predice incluso los no descubiertos. Se crea la química orgánica (Wöhler, Kekulé).
La fisiología abandonó la teoría de la generación espontánea y desarrolló las vacunas (Edward Jenner y Louis Pasteur). La biología se constituyó como ciencia gracias en gran parte a Jean-Baptiste Lamarck, que acuñó el término en 1802, proponiendo un nuevo paradigma: el evolucionista, si bien con bases diferentes a las que terminarán desarrollándose con Darwin (El origen de las especies, 1859). Se abandonó el vitalismo a partir de la síntesis de la urea, que demostró que los compuestos orgánicos podían obtenerse por puras leyes físico-químicas, como los compuestos inorgánicos. La genética nació a partir de la obra de Gregor Mendel (1866), pero presentada de una forma inaplicable, que hubo de esperar al siglo XX para que, tras reelaborarse (leyes de Mendel, Hugo de Vries, Carl Correns y Erich von Tschermak), fuera recibida por la comunidad científica y desarrollara su potencialidad.
La democratización de la enseñanza tuvo un papel capital en el desarrollo de la ciencia y las técnicas en el siglo XIX.

## Historia de la ciencia por disciplinas

### Ciencias formales

#### Matemáticas
La historia de la matemática es el área de estudio de investigaciones sobre los orígenes de descubrimientos en la matemática, de los métodos de la evolución de sus conceptos y también en cierto grado de los matemáticos involucrados.
El surgimiento de la matemática en la historia humana está estrechamente relacionado con el desarrollo del concepto del número, proceso que ocurrió de manera muy gradual en las comunidades humanas primitivas. Aunque disponían de una cierta capacidad de estimar tamaños y magnitudes, no poseían inicialmente una noción de número. Así, los números más allá de dos o tres, no tenían nombre, de modo que utilizaban alguna expresión equivalente a "muchos" para referirse a un conjunto mayor.
El siguiente paso en este desarrollo es la aparición de algo cercano a un concepto de número, aunque muy básico, todavía no como entidad abstracta, sino como propiedad o atributo de un conjunto concreto. Más adelante, el avance en la complejidad de la estructura social y sus relaciones se fue reflejando en el desarrollo de la matemática. Los problemas a resolver se hicieron más difíciles y ya no bastaba, como en las comunidades primitivas, con solo contar cosas y comunicar a otros la cardinalidad del conjunto contado, sino que llegó a ser crucial contar conjuntos cada vez mayores, cuantificar el tiempo, operar con fechas, posibilitar el cálculo de equivalencias para el trueque. Es el momento del surgimiento de los nombres y símbolos numéricos.
Antes de la Edad Moderna y la difusión del conocimiento a lo largo del mundo, los ejemplos escritos de nuevos desarrollos matemáticos salían a la luz solo en unos pocos escenarios. Los textos matemáticos más antiguos disponibles son la tablilla de barro Plimpton 322 (c. 2000-1900 a. C.), el papiro de Moscú (c. 1850 a. C.), el papiro de Rhind (c. 1800 a. C.) y los textos védicos Shulba Sutras (c. 800 a. C.).
El estudio de la matemática como "disciplina demostrativa" comenzó en el siglo VI a. C. con los pitagóricos, que acuñaron el término "matemática" a partir del griego antiguo μάθημα (mathema), que significa "materia de instrucción". La matemática griega refinó enormemente los métodos (especialmente mediante la introducción del razonamiento deductivo y el rigor matemático en las demostraciones) y ampliaron la materia de la matemática.Aunque no hicieron prácticamente ninguna contribución a las matemáticas teóricas, los antiguos romanos utilizaron las matemática aplicada en topografía, ingeniería estructural, ingeniería mecánica, contabilidad, creación de calendarios lunares y solares e incluso artes y oficios. Las matemática chinas hicieron contribuciones tempranas, incluyendo un sistema de valor posicional y el primer uso de números negativos. El sistema numérico indo-árabico y las reglas para el uso de sus operaciones, en uso en todo el mundo hoy en día evolucionaron en el transcurso del primer milenio d. C. en la India y se transmitieron al mundo occidental a través de la matemática islámica a través de la obra de Muḥammad ibn Mūsā al-Khwārizmī. Las matemática islámica, a su vez, desarrollaron y ampliaron la matemática conocida por estas civilizaciones.
La matemática egipcias y babilónicas fueron ampliamente desarrolladas por la matemática helénica, donde se refinaron los métodos (especialmente la introducción del rigor matemático en las demostraciones) y se ampliaron los asuntos propios de esta ciencia. La matemática en el islam medieval, a su vez, desarrolló y extendió la matemática conocidas por estas civilizaciones ancestrales. Contemporáneas pero independientes de estas tradiciones fueron las matemática desarrolladas por la civilización maya de México y América Central, donde el concepto de cero recibió un símbolo estándar en los numerales mayas. Muchos textos griegos y árabes de matemática fueron traducidos al latín, lo que llevó a un posterior desarrollo de las matemáticas en la Edad Media. 
Desde el renacimiento italiano, en el siglo XV, los nuevos desarrollos matemáticos, interactuando con descubrimientos científicos contemporáneos, han ido creciendo exponencialmente hasta el día de hoy. 

#### Lógica
La historia de la lógica documenta el desarrollo de la lógica en varias culturas y tradiciones a lo largo de la historia. Aunque muchas culturas han empleado intrincados sistemas de razonamiento, e, incluso, el pensamiento lógico estaba ya implícito en Babilonia en algún sentido, la lógica como análisis explícito de los métodos de razonamiento ha recibido un tratamiento sustancial solo originalmente en tres tradiciones: la Antigua China, la Antigua India y la Antigua Grecia.
Aunque las dataciones exactas son inciertas, particularmente en el caso de la India, es probable que la lógica emergiese en las tres sociedades hacia el siglo IV a. C. El tratamiento formalmente sofisticado de la lógica proviene de la tradición griega, especialmente del Organon aristotélico, cuyos logros serían desarrollados por los lógicos islámicos y, luego, por los lógicos de la Edad Media europea. El descubrimiento de la lógica india entre los especialistas británicos en el siglo XVIII influyó también en la lógica moderna.

### Ciencias naturales

#### Física
La historia de la física abarca los esfuerzos y estudios realizados por los maestros 
que han tratado de entender el porqué de la naturaleza y los fenómenos que en ella se observan: el paso de las estaciones, el movimiento de los cuerpos y de los astros, los fenómenos climáticos, las propiedades de los materiales, entre otros. Gracias a su vasto alcance y a su extensa historia, la física es clasificada como una ciencia fundamental.
La mayoría de las civilizaciones de la antigüedad trataron desde un principio explicar el funcionamiento de su entorno; miraban las estrellas y pensaban cómo ellas podían regir su mundo. Esto llevó a muchas interpretaciones de carácter más filosófico que físico; no en vano en esos momentos a la física se le llamaba filosofía natural. Muchos filósofos se encuentran en el desarrollo primitivo de la física, como Aristóteles, Tales de Mileto o Demócrito, ya que fueron los primeros en tratar de buscar algún tipo de explicación a los fenómenos que les rodeaban. Las primeras explicaciones que aparecieron en la antigüedad se basaban en consideraciones puramente filosóficas, sin verificarse experimentalmente. Algunas interpretaciones equivocadas, como la hecha por Claudio Ptolomeo en su famoso Almagesto —«La Tierra está en el centro del Universo y alrededor de ella giran los astros»— perduraron durante miles de años. A pesar de que las teorías descriptivas del universo que dejaron estos pensadores eran erradas en sus conclusiones, estas tuvieron validez por mucho tiempo, casi dos mil años, en parte por la aceptación de la Iglesia católica de varios de sus preceptos, como la teoría geocéntrica.
Esta etapa, denominada oscurantismo en la ciencia de Europa, termina cuando el canónigo y científico Nicolás Copérnico, quien es considerado padre de la astronomía moderna, recibe en 1543 la primera copia de su libro, titulado De Revolutionibus Orbium Coelestium. A pesar de que Copérnico fue el primero en formular teorías plausibles, es otro personaje al cual se le considera el padre de la física como la conocemos ahora. Un catedrático de matemáticas de la Universidad de Pisa a finales del siglo XVI cambiaría la historia de la ciencia, empleando por primera vez experimentos para comprobar sus afirmaciones: Galileo Galilei. Mediante el uso del telescopio para observar el firmamento y sus trabajos en planos inclinados, Galileo empleó por primera vez el método científico y llegó a conclusiones capaces de ser verificadas. A sus trabajos se les unieron grandes contribuciones por parte de otros científicos como Johannes Kepler, René Descartes, Blaise Pascal y Christian Huygens.
Posteriormente, en el siglo XVII, un científico inglés reunió las ideas de Galileo y Kepler en un solo trabajo, unifica las ideas del movimiento celeste y las de los movimientos en la Tierra en lo que él llamó gravedad. En 1687, Isaac Newton formuló, en su obra titulada Philosophiae Naturalis Principia Mathematica, los tres principios del movimiento y una cuarta ley de la gravitación universal, que transformaron por completo el mundo físico; todos los fenómenos podían ser vistos de una manera mecánica.

Dios no juega a los dados con el Universo.
Albert Einstein.

Einstein, deje de decirle a Dios lo que tiene que hacer con sus dados.
Niels Bohr.

El trabajo de Newton en este campo perdura hasta la actualidad, ya que todos los fenómenos macroscópicos pueden ser descritos de acuerdo a sus tres leyes. Por eso durante el resto de ese siglo y en el posterior, el siglo XVIII, todas las investigaciones se basaron en sus ideas. De ahí que se desarrollaron otras disciplinas como la termodinámica, la óptica, la mecánica de fluidos y la mecánica estadística. Los conocidos trabajos de Daniel Bernoulli, Robert Boyle y Robert Hooke, entre otros, pertenecen a esta época.
En el siglo XIX se produjeron avances fundamentales en la electricidad y el magnetismo, principalmente de la mano de Charles-Augustin de Coulomb, Luigi Galvani, Michael Faraday y Georg Simon Ohm, que culminaron en el trabajo de James Clerk Maxwell en 1855, que logró la unificación de ambas ramas en el llamado electromagnetismo. Además, se producen los primeros descubrimientos sobre radiactividad y el descubrimiento del electrón por parte de Joseph John Thomson en 1897.
Durante el siglo XX, la física se desarrolló plenamente. En 1904, Hantarō Nagaoka había propuesto el primer modelo del átomo, el cual fue confirmado en parte por Ernest Rutherford en 1911, aunque ambos planteamientos serían después sustituidos por el modelo atómico de Bohr, de 1913. En 1905, Einstein formuló la teoría de la relatividad especial, la cual coincide con las leyes de Newton al decir que los fenómenos se desarrollan a velocidades pequeñas comparadas con la velocidad de la luz. En 1915 extendió la teoría de la relatividad especial, formulando la teoría de la relatividad general, la cual sustituye a la ley de gravitación de Newton y la comprende en los casos de masas pequeñas. Max Planck, Albert Einstein, Niels Bohr y otros, desarrollaron la teoría cuántica, a fin de explicar resultados experimentales anómalos sobre la radiación de los cuerpos. En 1911, Ernest Rutherford dedujo la existencia de un núcleo atómico cargado positivamente, a partir de experiencias de dispersión de partículas. En 1925 Werner Heisenberg, y en 1926 Erwin Schrödinger y Paul Adrien Maurice Dirac, formularon la mecánica cuántica, la cual comprende las teorías cuánticas precedentes y suministra las herramientas teóricas para la Física de la materia condensada.
Posteriormente se formuló la teoría cuántica de campos, para extender la mecánica cuántica de acuerdo con la Teoría de la Relatividad especial, alcanzando su forma moderna a finales de la década de 1940, gracias al trabajo de Richard Feynman, Julian Schwinger, Shin'ichirō Tomonaga y Freeman Dyson, los cuales formularon la teoría de la electrodinámica cuántica. Esta teoría formó la base para el desarrollo de la física de partículas. En 1954, Chen Ning Yang y Robert Mills desarrollaron las bases del modelo estándar. Este modelo se completó en los años 1970, y con él fue posible predecir las propiedades de partículas no observadas previamente, pero que fueron descubiertas sucesivamente, siendo la última de ellas el quark top.

#### Astronomía
La historia de la astronomía es el relato de las observaciones, descubrimientos y conocimientos adquiridos a lo largo de la historia en materia astronómica.
La astronomía surge desde que la humanidad dejó de ser nómada y se empezó a convertir en sedentaria; Después de formar civilizaciones o comunidades empezó su interés por los astros. Desde tiempos inmemorables se ha visto interesado en los mismos. Estos han enseñado ciclos constantes e inmutabilidad durante el corto periodo de la vida del ser humano, lo que fue una herramienta útil para determinar los periodos de abundancia para la caza y la recolección o de aquellos como el invierno en que se requería de una preparación para sobrevivir a los cambios climáticos adversos. La práctica de estas observaciones es tan cierta y universal que se han encontrado a lo largo y ancho del planeta en todas aquellas partes en donde han habitado los seres humanos. Se deduce entonces que la astronomía es probablemente uno de los oficios más antiguos, manifestándose en todas las culturas humanas.
En casi todas las religiones antiguas existía una cosmogonía que intentaba explicar el origen del universo, ligando este a elementos mitológicos. La historia de la astronomía es tan antigua como la historia del ser humano. Antiguamente se ocupaba, únicamente, de la observación y predicciones de los movimientos de los objetos visibles a simple vista, quedando separada durante mucho tiempo de la Física.
Parece ser que las pirámides de Egipto fueron construidas sobre patrones astronómicos muy precisos.
En 1999 se descubrió en Sajonia-Anhalt (Alemania) el famoso disco celeste de Nebra (del 1600 a. C.), que es la representación más antigua conocida de la bóveda celeste. Quizá fueron los astrónomos chinos quienes dividieron, por primera vez, el cielo en constelaciones.
Los antiguos griegos hicieron importantes contribuciones a la astronomía, entre ellas, la definición de magnitud.
En Europa, las doce constelaciones que marcan el movimiento anual del Sol fueron denominadas constelaciones zodiacales.
La astronomía precolombina (posterior al siglo XII) poseía calendarios muy exactos.
La inmutabilidad del cielo está alterada por cambios reales que el hombre en sus observaciones y conocimiento primitivo no podía explicar, y de allí nació la idea de que en el firmamento habitaban poderosos seres que influían en los destinos de las comunidades y que poseían comportamientos humanos, y que por tanto requerían de adoración para recibir sus favores o al menos evitar o mitigar sus castigos. Este componente religioso estuvo estrechamente relacionado al estudio de los astros durante siglos, hasta que los avances científicos y tecnológicos fueron aclarando muchos de los fenómenos que en un principio no eran comprendidos. Esta separación no ocurrió pacíficamente y muchos de los antiguos astrónomos fueron perseguidos y juzgados al proponer una nueva organización del universo. Actualmente estos factores religiosos sobreviven en la vida moderna como supersticiones.
A pesar de la creencia común, los griegos sabían de la esfericidad de la Tierra. No pasó desapercibido para ellos el hecho de que la sombra de la Tierra proyectada en la Luna era redonda, ni que no se ven las mismas constelaciones en el norte del mar Mediterráneo que en el sur. En el modelo aristotélico lo celestial pertenecía a la perfección («cuerpos celestes perfectamente esféricos moviéndose en órbitas circulares perfectas») mientras que lo terrestre era imperfecto; estos dos reinos se consideraban como opuestos. Aristóteles defendía la teoría geocéntrica para desarrollar sus postulados. Fue probablemente Eratóstenes quien diseñara la esfera armilar, que es un astrolabio, para mostrar el movimiento aparente de las estrellas alrededor de la tierra.
La astronomía observacional estuvo casi totalmente estancada en Europa durante la Edad Media, a excepción de algunas aportaciones como la de Alfonso X el Sabio con sus tablas alfonsíes, o los tratados de Alcabitius, pero floreció en el mundo con el Imperio persa y la cultura árabe. Al final del siglo X, un gran observatorio fue construido cerca de Teherán (Irán), por el astrónomo persa Al-Khujandi, quien observó una serie de pasos meridianos del Sol, lo que le permitió calcular la oblicuidad de la eclíptica. También en Persia, Omar Khayyam elaboró una reforma al calendario que lo hacía más preciso que el calendario juliano, acercándose al calendario gregoriano. A finales del siglo IX, el astrónomo persa Al-Farghani escribió ampliamente acerca del movimiento de los cuerpos celestes. Su trabajo fue traducido al latín en el siglo XII. Abraham Zacuto fue el responsable en el siglo XV de adaptar las teorías astronómicas conocidas hasta el momento para aplicarlas a la navegación de la marina portuguesa. Esta aplicación permitió a Portugal ser la puntera en el mundo de los descubrimientos de nuevas tierras fuera de Europa.

#### Geología
La  historia de la geología estudia el desarrollo a lo largo de la historia de la geología como ciencia —que hoy se ocupa de la composición, estructura, historia y evolución de las capas internas y externas de la Tierra y de los procesos que la conforman—. La geología, como ciencia de la Tierra, comparte tronco común con muchas disciplinas que se han desgajado de ella, o compartido campo, como la paleontología, la vulcanología, la sismología o la geomorfología y por ello, parte de su historia es común con esas y algunas ramas más de la ciencia.
Algunos de los fenómenos geológicos más visibles —terremotos, volcanes y erosión— así como algunos temas de su estudio —rocas, minerales, menas y metales, piedras preciosas, fósiles— han interesado a la humanidad desde siempre. El primer vestigio de tal interés es una pintura mural que muestra una erupción volcánica en el Neolítico en Çatal Hüyük (Turquía) que data del milenio VI a. C.. La antigüedad se preocupó poco de la geología, y cuando lo hizo sus escritos apenas tuvieron influencia directa sobre la fundación de la geología moderna. El estudio de la materia física de la Tierra se remonta a la antiguos griegos, que conocían la erosión y el transporte fluvial de sedimentos, y cuyos conocimientos compendia Teofrasto (372-287 a. C.) en la obra Peri lithon [Sobre las rocas]. En la época romana, Plinio el Viejo escribió en detalle sobre los muchos minerales y metales que se utilizaban en la práctica, y señaló correctamente el origen del ámbar.
Algunos estudiosos actuales, como Fielding H. Garrison, opinan que la geología moderna comenzó en el mundo islámico medieval, cuando la noción de capa aparece explícitamente durante el período árabe clásico y de forma más clara en China, aunque esas contribuciones tampoco influyeron en el nacimiento de la geología moderna. Abu al-Rayhan al-Biruni (973-1048) fue uno de los primeros geólogos musulmanes, cuyos trabajos comprenden los primeros escritos sobre la geología de la India, con la hipótesis de que el subcontinente indio fue una vez un mar. El erudito islámico Avicena (981-1037) propuso una explicación detallada de la formación de las montañas y el origen de los terremotos, además de otros temas centrales de la geología moderna, que proporcionan una base esencial para el posterior desarrollo de esta ciencia. En China, el erudito Shen Kuo (1031-1095) formuló una hipótesis para el proceso de formación de la Tierra, y basándose en su observación de las conchas de los animales fósiles que aparecían en un estrato geológico en una montaña a cientos de kilómetros del mar, logró inferir que la Tierra se habría formado por la erosión de las montañas y por la deposición de sedimentos.
La misma situación continuó en Europa durante la Edad Media y el Renacimiento, sin que surgiera ningún paradigma, y estando los estudiosos divididos sobre la importante cuestión del origen de los fósiles. Durante los primeros siglos de exploración europea se inició una etapa de conocimientos mucho más detallados de los continentes y océanos. Los exploradores españoles y portugueses acumularon, por ejemplo, un detallado conocimiento del campo magnético terrestre y en 1596, Abraham Ortelius vislumbró ya la hipótesis de la deriva continental, precursora de la teoría de la tectónica de placas, comparando los perfiles de las costas de Sudamérica y de África.
Richard de Bury (1287-1345), en un libro titulado Philobiblon o Filobiblión [El amor a los libros], utilizó por primera vez el término geología, o ciencia terrenal. Sin embargo, no parece que el término fuese usado para definir una ciencia cuyo objeto de estudio fuese la Tierra, sino más bien el término ciencia terrenal aparece por oposición al término de teología u otros términos con connotaciones espirituales. El naturalista italiano Ulisse Aldrovandi (1522-1605) usó por primera vez la palabra geología con un sentido próximo al que tiene hoy, en un manuscrito encontrado después de su muerte. Consideró la geología como la ciencia que se ocupaba del estudio de los fósiles, pero hay que tener en cuenta que el término fósil incluía también en esa época los minerales y las rocas. Posteriormente, en 1657 apareció un trabajo de Mickel Pederson Eschilt, escrito en danés, y titulado Geologia Norwegica, en el que estudiaba un terremoto que afectó a la parte meridional de Noruega. En 1661, Robert Lovell (1630-1690), escribió Universal History of Minerals [Historia Universal de los Minerales], una de cuyas partes denominó con el nombre latinizado de Geología. Después esta palabra fue usada por Fabrizio Sessa en 1687, en su trabajo titulado Geologia -nella quale se spiega che la Terre e non le Stelle influisca né suaoi corpi terrestre, afirmando que «la geología es verdaderamente la que habla de la Tierra y de sus influencias». Erasmus Warren, en 1690, publicó un libro titulado Geologia or a Discourse concerning the Earth before the Deluge [Geología, o un discurso concerniente a la Tierra antes del diluvio]; no obstante, el término «Geología» aparece solamente en el título de la obra, no encontrándose después en el texto. La palabra Geología fue establecida definitivamente como un término de uso general en 1778 por Jean-André Deluc (1727-1817) y en 1779 por Horace-Bénédict de Saussure (1740-1799).
El nacimiento de la geología occidental moderna es difícil de fechar: Descartes, fue el primero en publicar una «teoría de la Tierra» en 1644; Nicolás Steno (1638-1686) publicó en 1669 un libro de 76 páginas que describía los principios fundamentales de la estratigrafía, el principio de la superposición de estratos, el principio de la horizontalidad original, y el principio de la continuidad lateral; en 1721, Henri Gautier, inspector de carreteras y puentes, publicó Nouvelles conjectures sur le globe de la terre, où l'on fait voir de quelle manière la terre se détruit journellement, pour pouvoir changer à l'avenir de figure... [Nuevas conjeturas sobre el globo de la tierra, donde se hace ver de que manera la tierra se destruye diariamente, para poder cambiar en el futuro de figura ...].
James Hutton, a menudo visto como el primer geólogo moderno, presentó en 1785 un documento titulado Theory of the Earth, with Proofs and Illustrations para la Sociedad Real de Edimburgo. En su ponencia, explicaba su teoría de que la Tierra debía de ser mucho más antigua de lo que se suponía, con el fin de tener el tiempo suficiente para que las montañas pudieran haber sido erosionadas y para que los sedimentos lograsen formar nuevas rocas en el fondo del mar, y estos a su vez aflorasen a la superficie para poder convertirse en tierra seca. Hutton publicó una versión en dos volúmenes de sus ideas en 1795. Los seguidores de Hutton fueron conocidos como plutonistas porque creían que algunas rocas se formaron por vulcanismo, que es la deposición de lava de los volcanes, a diferencia de los neptunistas, que creían que todas las rocas se habían formado en el seno de un gran océano cuyo nivel habría disminuido gradualmente con el tiempo. William Smith (1769-1839) dibujó algunos de los primeros mapas geológicos y comenzó el proceso de ordenar cronológicamente los estratos rocosos mediante el estudio de los fósiles contenidos en ellos, fundando, junto con Georges Cuvier y Alexandre Brongniart, la bioestratigrafía en los años 1800.
Charles Lyell publicó su famoso libro Principios de geología en 1830. El libro, que influyó en el pensamiento de Charles Darwin, promovió con éxito la doctrina del uniformismo. Esta teoría afirma que los procesos geológicos que han ocurrido a lo largo de la historia de la Tierra, aún se están produciendo en la actualidad. Por el contrario, el catastrofismo es la teoría que indica que las características de la Tierra se formaron en diferentes eventos individuales, catastróficos, y que la tierra se mantuvo sin cambios a partir de entonces. Aunque Hutton creyó en el uniformismo, la idea no fue ampliamente aceptada en el momento. En la década de 1750, la geología aún no estaba fundada como una ciencia, pero en la década de 1830 sí estaba definitivamente establecida y tenía sus propias sociedades científicas y publicaciones científicas.
Gran parte de la geología del siglo XIX giró en torno a la cuestión de la edad exacta de la Tierra. Las estimaciones variaban enormemente de unos pocos cientos de miles, a miles de millones de años. En el siglo XX, la datación radiométrica permitió que la edad de la Tierra se estimase en aproximadamente 2 millones de años. La conciencia de esta enorme cantidad de tiempo abrió la puerta a nuevas teorías sobre los procesos que dieron forma al planeta. Hoy en día se sabe que la Tierra tiene aproximadamente 4500 millones de años.

#### Química
La historia de la química abarca un periodo de tiempo muy amplio, que va desde la prehistoria hasta el presente, y está ligada al desarrollo cultural de la humanidad y su conocimiento de la naturaleza. Las civilizaciones antiguas ya usaban tecnologías que demostraban su conocimiento de las transformaciones de la materia, y algunas servirían de base a los primeros estudios de la química. Entre ellas se cuentan la extracción de los metales de sus minas, la elaboración de aleaciones como el bronce, la fabricación de cerámica, esmaltes y vidrio, las fermentaciones de la cerveza y del vino, la extracción de sustancias de las plantas para usarlas como medicinas o perfumes y la transformación de las grasas en jabón.
Ni la filosofía ni la alquimia, la protociencia química, fueron capaces de explicar verazmente la naturaleza de la materia y sus transformaciones. Sin embargo, a base de realizar experimentos y registrar sus resultados los alquimistas establecieron los cimientos para la química moderna. El punto de inflexión hacia la química moderna se produjo en 1661 con la obra de Robert Boyle, The Sceptical Chymist: or Chymico-Physical Doubts & Paradoxes (El químico escéptico: o las dudas y paradojas quimio-físicas), donde se separa claramente la química de la alquimia, abogando por la introducción del método científico en los experimentos químicos. Se considera que la química alcanzó el rango de ciencia de pleno derecho con las investigaciones de Antoine Lavoisier y su esposa Marie Anne Pierrette Paulze, en las que basó su ley de conservación de la materia, entre otros descubrimientos que asentaron los pilares fundamentales de la química. A partir del siglo XVIII la química adquiere definitivamente las características de una ciencia experimental moderna. Se desarrollaron métodos de medición más precisos que permitieron un mejor conocimiento de los fenómenos y se desterraron creencias no demostradas.
La historia de la química se entrelaza con la historia de la física, como en la teoría atómica y en particular con la termodinámica, desde sus inicios con el propio Lavoisier, y especialmente a través de la obra de Willard Gibbs.
Clave de colores:

     Antes del 1500 (13 elementos): Antigüedad y Edad Media.
     1500-1800 (+21 elementos): casi todos en el Siglo de las Luces.
     1800-1849 (+24 elementos): revolución científica y revolución industrial.
     1850-1899 (+26 elementos): gracias a la espectroscopia.
     1900-1949 (+13 elementos): gracias a la teoría cuántica antigua y la mecánica cuántica.
     1950-2000 (+17 elementos): elementos "postnucleares" (del nº at. 98 en adelante) por técnicas de bombardeo.
     2001-presente (+4 elementos): por fusión nuclear.

#### Biología
La historia de la biología narra y analiza la historia del estudio de los seres vivos, desde la Antigüedad hasta la época actual. Aunque la biología moderna es un desarrollo relativamente reciente (siglo XIX), las ciencias relacionadas e incluidas en ella se han estudiado como filosofía natural desde la antigüedad  —antiguas civilizaciones de Mesopotamia, Egipto, subcontinente indio, China—, pero los orígenes de la biología moderna y su enfoque del estudio de la naturaleza se creen originados en la antigua Grecia. Si bien el estudio formal de la medicina se remonta al Egipto faraónico —ver: Āyurveda y medicina en el Antiguo Egipto—, fue Aristóteles (384-322 a. C.) quien contribuyó más ampliamente al desarrollo de la biología. Especialmente importantes son su Historia de los animales y otras obras donde mostró inclinaciones naturalistas, y luego obras más empíricas que se enfocaron en la causalidad biológica y la diversidad de la vida. El sucesor de Aristóteles en el Liceo, Teofrasto, escribió una serie de libros sobre botánica (De historia plantarum) que sobrevivieron como la contribución más importante de la antigüedad a las ciencias de las plantas, incluso hasta la Edad Media.
La decadencia del Imperio romano llevó a la desaparición o la destrucción de gran cantidad de conocimiento, aunque los médicos todavía conservaron la tradición griega en formación y práctica. En Bizancio y el mundo islámico, muchos de los trabajos griegos fueron traducidos al árabe y muchos de los trabajos de Aristóteles fueron preservados. La historia natural se basó en gran medida en el pensamiento aristotélico, especialmente en la defensa de una jerarquía de vida fija, destacando la obra de algunos eruditos que escribieron sobre biología, como al-Jahiz (781-869), Al-Dīnawarī (828-896), que escribió sobre botánica, y Rhazes (865-925) que escribió sobre anatomía y fisiología. Avicena (980-1037)fue el gran médico que continuo las tradiciones grecorromanas e introdujo los ensayos clínicos y la farmacología clínica en su enciclopedia El canon de medicina, que se utilizó como texto de referencia para la enseñanza médica europea hasta el siglo XVII.
Durante el Renacimiento y  principios de la Edad Moderna —beneficiándose del desarrollo de la impresión por Gutenberg alrededor de 1450, con la creciente impresión de libros dedicados a la historia natural profusamente ilustrados con grabados— el pensamiento biológico experimentó una revolución en Europa, con un renovado interés hacia el empirismo y por el descubrimiento de gran cantidad de nuevos organismos. Figuras prominentes de este movimiento fueron Vesalio y Harvey, que utilizaron la experimentación y la observación cuidadosa de la fisiología. Pero la biología comenzó a desarrollarse y crecer rápidamente con la espectacular mejora del microscopio de Anton van Leeuwenhoek. Fue entonces cuando los estudiosos descubrieron los espermatozoides, las bacterias, los infusorios y la diversidad de la vida microscópica, todo un mundo antes desconocido. Las investigaciones de Jan Swammerdam llevaron a un nuevo interés en la entomología y ayudaron a desarrollar las técnicas básicas de disección microscópica y tinción.
Los avances en microscopía también tuvieron un profundo impacto en el pensamiento biológico. A principios del siglo XIX, varios biólogos señalaron la importancia central de la célula. Luego, en 1838, Schleiden y Schwann comenzaron a promover las ideas ahora universales de que (1) la unidad básica de los organismos era la célula y (2) que las células individuales tenían todas las características de la vida, aunque se oponían a la idea de que (3) todos las células proviniesen de la división de otras células. Sin embargo, gracias al trabajo de Robert Remak y Rudolf Virchow, en la década de 1860 la mayoría de los biólogos ya aceptaban los tres principios de lo que llegó a conocerse como teoría celular, que proporcionaba una nueva perspectiva sobre los fundamentos de la vida.
A lo largo de los siglos XVIII y XIX algunas ciencias biológicas, como la botánica y la zoología, se convirtieron en disciplinas científicas cada vez más profesionales. Lavoisier y otros científicos físicos comenzaron a unir los mundos animados e inanimados a través de la física y química. Los exploradores-naturalistas, como Alexander von Humboldt investigaron la interacción entre organismos y su entorno, y los modos en que esta relación depende de la situación geográfica, iniciando así la biogeografía, la ecología y la etología. Los naturalistas, a partir de  los resultados obtenidos en los campos de la embriología y la paleontología, comenzaron a rechazar el esencialismo y a considerar la importancia de la extinción y la mutabilidad de las especies. La importancia creciente de la teología natural, en parte una respuesta al alza de la filosofía mecánica, y la pérdida de fuerza del argumento teleológico impulsó el crecimiento de la historia natural.
Mientras tanto, la taxonomía y la clasificación de la diversidad de la vida y el registro fósil se convirtieron en el centro de atención de los historiadores naturales, así como el desarrollo y el comportamiento de los organismos. Carl Linnaeus publicó una taxonomía básica para el mundo natural en 1735 (cuyas variaciones se han utilizado desde entonces), y en la década de 1750 introdujo nombres científicos para todas sus especies. Georges-Louis Leclerc, conde de Buffon, trató las especies como categorías artificiales y las formas vivas como maleables, sugiriendo incluso la posibilidad de una descendencia común. Aunque se opuso a la evolución, Buffon es una figura clave en la historia del pensamiento evolucionista; su trabajo influyó en las teorías evolutivas tanto de Lamarck como de Darwin.
El pensamiento evolutivo serio se originó con las obras de Jean-Baptiste Lamarck, quien fue el primero en presentar una teoría coherente de la evolución. Postuló que la evolución era el resultado del estrés ambiental sobre las propiedades de los animales, lo que significaba que cuanto más frecuente y rigurosamente se usaba un órgano, más complejo y eficiente se volvería, adaptando así al animal a su entorno. Lamarck creía que estos rasgos adquiridos podrían luego transmitirse a la descendencia del animal, que los desarrollaría y perfeccionaría aún más. Sin embargo, fue el naturalista británico Charles Darwin, que combinando el enfoque biogeográfico de Humboldt, la geología uniformista de Lyell, los escritos de Malthus sobre el crecimiento de la población y su propia experiencia morfológica y extensas observaciones naturales, quien forjó una teoría evolutiva más exitosa basada en la selección natural; un razonamiento y pruebas similares llevaron a Alfred Russel Wallace a llegar de forma independiente a las mismas conclusiones. Aunque fue objeto de controversia (que continúa hasta el día de hoy), la teoría de Darwin se extendió rápidamente a través de la comunidad científica y pronto se convirtió en un axioma central de la ciencia de la biología en rápido desarrollo. El final del siglo XIX vio la caída de la teoría de la generación espontánea y el nacimiento de la teoría microbiana de la enfermedad, aunque el mecanismo de la herencia genética fuera todavía un misterio.
A principios del siglo XX, el redescubrimiento del trabajo de Mendel sobre la representación física de la herencia condujo al rápido desarrollo de la genética por parte de Thomas Hunt Morgan y sus discípulos y la combinación de la genética de poblaciones y la selección natural en la síntesis evolutiva moderna durante los años 1930. En la década de 1940 y principios de la de 1950, los experimentos señalaron que el ADN era el componente de los cromosomas que contenía las unidades portadoras de rasgos que se conoceran como genes. Un enfoque en nuevos tipos de organismos modelo como virus y bacterias, junto con el descubrimiento de  Watson y Crick de la estructura de doble hélice del ADN en 1953, marcó la transición a la era de la genética molecular. Desde la década de 1950 hasta la actualidad, la biología se ha extendido enormemente en el dominio molecular. El código genético fue descifrado por Har Gobind Khorana, Robert W. Holley y Marshall Warren Nirenberg después de que se entendiera que el ADN contenía codones. Finalmente, en 1990 se lanzó el Proyecto Genoma Humano con el objetivo de mapear el genoma humano general. Este proyecto se completó esencialmente en 2003, y aún se están publicando análisis adicionales. El Proyecto Genoma Humano fue el primer paso en un esfuerzo globalizado para incorporar el conocimiento acumulado de la biología en una definición funcional y molecular del cuerpo humano y de los cuerpos de otros organismos.

### Ciencias humanas

#### Medicina
La historia de la medicina es la rama de la historia dedicada al estudio de los conocimientos y prácticas médicas a lo largo del tiempo.
Desde sus antiguos orígenes, el ser humano ha tratado de explicarse la realidad y los acontecimientos trascendentales que en ella tienen lugar, como la vida, la muerte o la enfermedad. La medicina tuvo sus comienzos en la prehistoria, la cual también tiene su propio campo de estudio conocido como antropología médica. Se utilizaban plantas, minerales y partes de animales. En la mayoría de las veces estas sustancias eran utilizadas en rituales mágicos por chamanes, sacerdotes, magos, brujos, animistas, espiritualistas o adivinos. Las primeras civilizaciones y culturas humanas basaron su práctica médica en dos pilares aparentemente opuestos: un empirismo primitivo y de carácter pragmático (aplicado fundamentalmente al uso de hierbas o remedios obtenidos de la naturaleza) y una medicina mágico-religiosa, que recurrió a los dioses para intentar comprender lo inexplicable.
Los datos de la Edad Antigua encontrados muestran la medicina en diferentes culturas como la medicina Āyurveda de la India, el antiguo Egipto, la antigua China y Grecia. Uno de los primeros reconocidos personajes históricos es Hipócrates quien es también conocido como el padre de la medicina; supuestamente descendiente de Asclepio, por su familia: los Asclepíades de Bitinia; y Galeno. Posteriormente a la caída de Roma en la Europa Occidental la tradición médica griega disminuyó. En el siglo V a. C. Alcmeón de Crotona dio inicio a una etapa basada en la técnica (tekhné), definida por la convicción de que la enfermedad se originaba por una serie de fenómenos naturales susceptibles de ser modificados o revertidos. Ese fue el germen de la medicina moderna, aunque a lo largo de los siguientes dos milenios surgirán otras muchas corrientes (mecanicismo, vitalismo...) y se incorporarán modelos médicos procedentes de otras culturas con una larga tradición médica, como la china.
En la segunda mitad del siglo VIII, los musulmanes tradujeron los trabajos de Galeno y Aristóteles al arábigo por lo cual los doctores islámicos se indujeron en la investigación médica. Algunas figuras islámicas importantes fueron Avicena, que junto con Hipócrates ha sido llamado también el padre de la medicina, Abulcasis, llamado el padre de la cirugía, Avenzoar, el padre de la cirugía experimental, Ibn Nafis, padre de la fisiología circulatoria y Averroes y Rhazes, padres de la pediatría. Ya para finales de la Edad Media posterior a la peste negra, importantes figuras médicas emergieron de Europa como William Harvey y Gabriele Fallopio.
En el pasado la mayor parte del pensamiento médico se debía a lo que habían dicho anteriormente otras autoridades y se veía del modo tal que si fue dicho permanecía como la verdad. Esta forma de pensar fue sobre todo sustituida entre los siglos XIV y XV, tiempo de la pandemia de la peste negra. Asimismo, durante los siglos XV y XVI, la anatomía atravesó un gran avance gracias a la aportación de Leonardo Da Vinci, quien proyectó junto con Marcantonio della Torre, un médico anatomista de Pavía, uno de los primeros y fundamentales tratados de anatomía, denominado Il libro dell'Anatomia. Aunque la mayor parte de las más de doscientos ilustraciones sobre el cuerpo humano que realizó Da Vinci para este tratado desaparecieron, se pueden observar algunas de las que sobrevivieron en su Tratado sobre la pintura.
A partir del siglo XIX se vieron grandes cantidades de descubrimientos. Investigaciones biomédicas premodernas desacreditaron diversos métodos y teorías antiguos como la de los cuatro humores de origen griego, pero es en el siglo XIX, con los avances de Leeuwenhoek con el microscopio y el descubrimiento de Robert Koch de las transmisiones bacterianas, cuando realmente se vio el comienzo de la medicina moderna. El descubrimiento de los antibióticos fue otro gran paso para la medicina. Las primeras formas de antibióticos fueron las drogas sulfas. Actualmente los antibióticos se han vuelto muy sofisticados. Los antibióticos modernos pueden atacar localizaciones fisiológicas específicas, algunas incluso diseñadas con compatibilidad con el cuerpo para reducir efectos secundarios. El Dr. Edward Jenner descubrió el principio de la vacunación al ver que las ordeñadoras de vacas que contraían el virus de vaccinia al tener contacto con las pústulas eran inmunes a la viruela. Años después Louis Pasteur le otorgó el nombre de vacuna en honor al trabajo de Jenner con las vacas. A finales del siglo XIX, los médicos franceses Auguste Bérard y Adolphe-Marie Gubler resumían el papel de la medicina hasta ese momento: «Curar pocas veces, aliviar a menudo, consolar siempre».
La medicina del siglo XX, impulsada por el desarrollo científico y técnico, se fue consolidando como una disciplina más resolutiva, aunque sin dejar de ser el fruto sinérgico de las prácticas médicas experimentadas hasta ese momento. La medicina basada en la evidencia se apoya en un paradigma fundamentalmente biologicista, pero admite y propone un modelo de salud-enfermedad determinado por factores biológicos, psicológicos y socioculturales. La herbolaria dio lugar a la farmacología: de los diversos fármacos derivados de plantas como la atropina, warfarina, aspirina, digoxina, taxol, etc.; el primero fue la arsfenamina descubierta por Paul Ehrlich en 1908 después de observar que las bacterias morían mientras las células humanas no lo hacían.

#### Sociología
La historia de la sociología comienza, por lo menos en su versión empírica moderna, en el siglo XIX en un contexto marcado por la revolución industrial y la revolución francesa.
El inicio de esta ciencia suele situarse formalmente en 1838 con la publicación Curso de filosofía positiva de Auguste Comte. Esta obra fue la primera obra publicada que incluyó el término y a partir de ella se popularizó la palabra.
Con todo, el pensamiento sociológico puede remontarse al menos hasta los antiguos griegos, viéndose observaciones proto-sociológicas en los textos fundadores de la filosofía occidental, como Heródoto, Tucídides, Platón, Polibio. Siglos más tarde, también se pueden observar las consideraciones sociológicas en San Agustín, Tomás de Aquino y Marsilio de Padua en la Edad Media, por Maquiavelo en el Renacimiento, así como filósofos no europeos, como la mayoría de Confucianistas. En la época musulmana temprana desde el siglo XIV, Ibn Jaldún (1332-1406), en su Muqaddima (después traducido como 'Prolegómenos' al latín), la introducción a un análisis de siete volúmenes de la historia universal, fue el primer que avanzó la filosofía social y las ciencias sociales en la formulación de las teorías de la cohesión social y el conflicto social.
La codificación de la sociología como palabra, concepto y terminología popular se identifica con Emmanuel Joseph Sieyès, quien lo introduce en algunas de sus obras, y figuras posteriores a partir de ese momento. Es importante tener en cuenta el presentismo, de introducir ideas del presente en el pasado, en torno a la sociología. A continuación, vemos figuras que desarrollaron fuertes métodos y críticas que reflexionan sobre lo que sabemos que es la sociología hoy que los sitúa como figuras importantes en el desarrollo del conocimiento en torno a la sociología. Sin embargo, el término "sociología" no existía en este período, lo que requería un lenguaje cuidadoso para incorporar estos esfuerzos anteriores a la historia más amplia de la sociología. Un término más apto para usar podría ser proto-sociología que describe que los ingredientes aproximados de la sociología estaban presentes, pero no tenían una forma o etiqueta definida para entenderlos como sociología tal como la concebimos hoy.
Henri de Saint-Simon, en su obra Psicología social de 1813, dedica gran parte de su tiempo a la perspectiva de que la sociedad humana podría ser encaminada hacia el progreso si los científicos formaran una asamblea internacional para influir en su curso. Argumentó que los científicos podrían distraer a los grupos de la guerra y los conflictos, enfocando su atención en mejorar en general las condiciones de vida de sus sociedades. A su vez, esto uniría a múltiples culturas y sociedades y evitaría conflictos. Saint-Simon tomó la idea que todos habían alentado desde la Ilustración, que era la creencia en la ciencia, y la hizo girar para que fuera más práctica y práctica para la sociedad.

#### Arqueología
En la antigüedad, hubo casos como el del rey Nabonido (556–539 aC), el último rey del Imperio Neo-Babilónico, interesado en el pasado para poder asociarse con las glorias pasadas, quien irigió un movimiento de revitalización y reconstruyó templos antiguos.
En Europa, el interés por los restos de la civilización grecorromana y el redescubrimiento de la cultura clásica se inició en la Baja Edad Media. Los eruditos consideran generalmente que el coleccionismo de antigüedades surgió solo en la Edad Media.  Flavio Biondo, un historiador humanista del Renacimiento italiano, creó una guía sistemática de las ruinas y la topografía de la antigua Roma a principios del siglo XV, por lo que se le llamó el primer fundador de la arqueología. El erudito itinerante Ciriaco de 'Pizzicolli o Ciriaco de Ancona (1391 – c.1455) también viajó por toda Grecia para registrar sus hallazgos en edificios y objetos antiguos. Ciriaco viajó por todo el Mediterráneo oriental, observando sus descubrimientos arqueológicos en un libro, Commentaria, que finalmente llegó atener seis volúmenes.
Los pasos provisionales hacia la sistematización de la arqueología como ciencia tuvieron lugar durante la era de la Ilustración en Europa en los siglos XVII y XVIII. Los anticuarios estudiaron la historia prestando especial atención a  objetos y manuscritos antiguos, así como a los sitios históricos.  El anticuario también se centró en la evidencia empírica que existía para la comprensión del pasado, resumida en el lema del anticuario del siglo XVIII Sir Richard Colt Hoare, "Hablamos de hechos y no de teoría". Los anticuarios, entre ellos John Leland y William Camden, realizaron estudios en la zona rural inglesa, dibujando, describiendo e interpretando los monumentos que encontraron. Estas personas frecuentemente eran clérigos: muchos vicarios registraron puntos de referencia locales dentro de sus parroquias, detalles del paisaje y monumentos antiguos como menhires, incluso aunque no siempre entendían el significado de lo que estaban viendo.
Desde finales del siglo XVIII hasta el siglo XIX, la arqueología se convirtió en un esfuerzo nacional cuando los gabinetes de curiosidades se convirtieron en museos nacionales, contratando personas para coleccionar artefactos y hacer más grande la colección de una nación y mostrar hasta dónde se extendía su historia. Por ejemplo, Giovanni Battista Belzoni fue contratado por Henry Salt, el cónsul británico en Egipto, para reunir antigüedades para Gran Bretaña. En el siglo XIX en México, la expansión del Museo Nacional de Antropología y la excavación de las principales ruinas arqueológicas por Leopoldo Batres formaron parte del régimen liberal de Porfirio Díaz para crear una imagen gloriosa del pasado prehispánico de México.
Entre los primeros sitios en someterse a excavaciones arqueológicas se encuentran Stonehenge y otros monumentos megalíticos en Inglaterra. Las primeras excavaciones conocidas realizadas en Stonehenge fueron realizadas por William Harvey y Gilbert North a principios del siglo XVII. Asimismo,  las antiguas ciudades de Pompeya y Herculano, ambas cubiertas por cenizas durante la erupción del Monte Vesubio en el año 79, comenzaron a ser redescubiertas y excavadas en 1748 en Pompeya, mientras que en Herculano comenzaron en 1738 bajo los auspicios del rey Carlos VII de Nápoles. En Herculano, el teatro, la basílica y la villa de los Papiros se descubrieron en 1768. El descubrimiento de pueblos enteros, completos, con utensilios e incluso seres humanos, así como el descubrimiento de frescos antiguos, tuvo un gran impacto en toda Europa. 
Johann Joachim Winckelmann fue uno de los fundadores de la arqueología científica al aplicar por primera vez categorías empíricas de estilo de manera amplia y sistemática a la historia clásica (griega y romana) del arte y la arquitectura. Su enfoque original se basó en exámenes empíricos detallados de artefactos a partir de los cuales se podían extraer conclusiones razonadas y desarrollar teorías sobre las sociedades antiguas.
En Estados Unidos, Thomas Jefferson, posiblemente inspirado por sus experiencias en Europa, supervisó la excavación sistemática de un túmulo de nativos americanos en su tierra en Virginia en 1784. Aunque los métodos de investigación de Jefferson estaban adelantados a su tiempo, eran primitivos para los estándares de hoy.
El ejército de Napoleón realizó excavaciones durante su campaña en Egipto, en 1798 – 1801, que también fue la primera expedición arqueológica importante en el extranjero. El emperador llevó consigo una fuerza de 500 científicos civiles, especialistas en campos como la biología, la química y los idiomas, para llevar a cabo un estudio completo de la antigua civilización. El trabajo de Jean-François Champollion descifrando la piedra de Rosetta para descubrir el significado oculto de los jeroglíficos fue la clave para el estudio de la egiptología.
En la primera mitad del siglo XIX se organizaron muchas otras expediciones arqueológicas; Giovanni Battista Belzoni y Henry Salt reunieron artefactos egipcios antiguos para el Museo Británico, Paul Émile Botta excavó el palacio del gobernante asirio Sargon II, Austen Henry Layard desenterró las ruinas de Babilonia y Nimrud y descubrió la Biblioteca de Ashurbanipal y Robert Koldeway y Karl Richard Lepsius excavó sitios en el Medio Oriente. 

#### Economía
En la Antigüedad, encontramos pocas ideas económicas en los pensadores griegos: Jenofonte, Pitágoras, Aristóteles, Platón y Homero. En uno de ellos se puede encontrar numerosas ideas en la obra de La República, de Platón, sobre cómo se organizaba la economía en la ciudad ideal, y se puede utilizar esta obra como un buen acercamiento a los pensadores de esa época.
Aristóteles hizo distinciones, por ejemplo en Oeconomicus (coescrito con colaboradores) entre el comercio lícito para el intercambio de mercaderías y el incorrecto que sólo buscaba la obtención de ganancias. Para Aristóteles, economía es «la ciencia que se ocupa de la manera en que se administran unos recursos o el empleo de los recursos existentes, con el fin de satisfacer las necesidades que tienen las personas y los grupos humanos». Aristóteles diferenció entre economía y crematística. Este último era utilizado para referirse al comercio, a la actividad de negociar y enriquecerse con el tráfico.
En el Medioevo europeo, pensadores como Santo Tomas de Aquino debatieron el problema del precio y de la ganancia, desde el punto de vista de si era correcto o pecaminoso obtener ganancias a partir del intercambio de mercaderías. En general, el interés de los estudiosos se centró en cuestiones éticas, como la pobreza y la caridad, el precio justo, la relación conceptual entre el beneficio, el interés y la usura.
Para el advenimiento de la Era Moderna,  se destacan dos escuelas de pensamiento en Europa. Por un lado, de forma paralela al proceso de consolidación de los estados-nación monárquicos se desarrolla durante los siglos XVII y XVIII el mercantilismo; afirmaba que gracias al intercambio de mercadería y a la acumulación de oro y plata se generaba la riqueza. Creían que la riqueza de un país estaba en la cantidad de oro que tenía, y pensaban que el comercio con otros países, si era favorable para un país, tenía que aumentar su cantidad de metales. Pedían al estado una política favorable a sus intereses, es decir, una política que favoreciera los productos nacionales y no la libre competencia. Asimismo, eran partidarios del proteccionismo frente al librecambismo. 
Por otro lado, como reacción surge en Francia, a mediados del siglo XVIII, la Fisiocracia, cuyo principal activista es Quesnay. Creían que la economía funcionaba por flujos entre los distintos componentes de la economía (grupos sociales). Decían que la riqueza solo se genera en las tareas agrícolas, y que el intercambio de mercadería, e incluso la industria, no agregaban ningún valor. Opinaban que los agricultores eran la clase productiva del país porque alimentaban al resto de las clases: las otras dos clases eran los dueños de la tierra y la clase estéril (obreros, artesanos, comerciantes, etc.), llamados así porque tomaban cosas del mundo natural y solo las transformaban, es decir que no creaban nada.
El siglo XVIII trajo el auge de la Economía Clásica, amén del paso del mercantilismo al capitalismo, destacando entre otros:
- William Petty, quien escribió en el siglo XVII diferentes textos sobre economía moderna. Habló junto con Quesnay de anatomía y de fisiología social, estudiaron la renta a través de las clases sociales del mismo modo que la sangre entre los diversos órganos del cuerpo humano. Petty distinguió dos factores de producción: el trabajo y la tierra «el trabajo es el padre... de la riqueza y la tierra es su madre».
- Adam Smith: considerado "el padre de la economía científica", desarrolló teorías de los sentimientos en su libro La Teoría de los Sentimientos Morales publicado en 1759: los individuos se mueven por el interés individual, amor propio y no solamente son movidos por interés individual sino que en el corazón humano tienen los sentimientos de simpatía. Su obra La riqueza de las naciones es considerado el primer tratado sobre economía política y texto fundacional de la economía clásica. Sus aportes a la teoría fueron muy amplios, y entre ellos destaca la diferenciación entre precio y valor de uso de los bienes. Consideró que la natural tendencia del hombre a enriquecerse es beneficiosa para el conjunto de la sociedad, que la división del trabajo y la especialización traen crecimiento en la producción. Su concepto de la mano invisible postula que el crecimiento y el desarrollo son procesos naturales provenientes de la ambición del hombre por enriquecerse y que el Estado no debería intervenir; cuanto más libre sea la competencia, mejor para el conjunto de la sociedad. Con todo, Smith aplica un papel al Estado, importante en la defensa y la justicia y en la financiación de obras e instituciones públicas que no se llevan a cabo por los individuos.
- David Ricardo: Su obra más importante, Principios de economía política y tributación, constituye la exposición más madura y precisa de la economía clásica; en el prefacio afirma que «el principal problema de la economía política es determinar las leyes que regulan la distribución». Con ese fin, David Ricardo desarrolló una teoría del valor y una teoría de la distribución. Entre sus aportes destaca especialmente la teoría de la ventaja comparativa, que defiende las ventajas del comercio internacional y en esencia es una ampliación de la división del trabajo propuesta por Adam Smith. También se le atribuye la idea que afirma que el salario real de los trabajadores permanecerá cercano al nivel de subsistencia aunque haya intentos de incrementarlos, conocida como la ley de hierro de los salarios. Además propuso la que actualmente se conoce como equivalencia ricardiana, una teoría que sugiere que en algunas circunstancias la decisión de un gobierno de cómo financiarse (utilizando impuestos o mediante la emisión de deuda pública) puede no tener efecto en la economía.

El siglo XIX, si bien fue la época de mayor vigencia de las teorías clásicas, dio también origen a otras de orden crítico. La más importante y reconocida de este tiempo fue la obra de Karl Marx, base del marxismo o socialismo científico. Marx labora la teoría llamada materialismo histórico, en la cual postula que la sociedad humana evoluciona porque se encuentra en permanente movimiento, tanto económica como culturalmente. Así, para Marx la sociedad humana evolucionó de las comunidades primitivas al esclavismo, de ahí al feudalismo, después al capitalismo y pronosticaba que de ahí iría a una nueva sociedad. Su obra más conocida es El Capital, en la cual analiza el funcionamiento del sistema económico capitalista, tanto en la producción como en la circulación. Marx es considerado un revolucionario que denuncia el mutismo de los economistas ante la lucha de clases y la explotación. Asimismo, desarrolla la teoría del plusvalor (o plusvalía), en la que el trabajador, al transformar con su trabajo las materias primas, crea una plusvalía, esto es, genera más valor del que tiene esta materia, también llamado valor agregado. Es por ello que, por ejemplo, una mesa tiene más valor que una tabla o pedazo de madera. Para Marx esta plusvalía es la ganancia de los capitalistas.

#### Antropología
Durante el siglo XIX, la llamada entonces «antropología general» incluida un amplísimo espectro de intereses, desde la paleontología del cuaternario al folclor europeo, pasando por el estudio comparado de los pueblos aborígenes. Fue por ello una rama de la Historia Natural y del historicismo cultural alemán que se propuso el estudio científico de la historia de la diversidad humana. Tras la aparición de los modelos evolucionistas y el desarrollo del método científico en las ciencias naturales, muchos autores pensaron que los fenómenos históricos también seguirían pautas deducibles por observación. El desarrollo inicial de la antropología como disciplina más o menos autónoma del conjunto de las Ciencias Naturales coincide con el auge del pensamiento ilustrado y posteriormente del positivismo que elevaba la razón como una capacidad distintiva de los seres humanos. Su desarrollo se pudo vincular muy pronto a los intereses del colonialismo europeo derivado de la Revolución Industrial.
Por razones que tienen que ver con el proyecto de la New Republic, y sobre todo con el problema de la gestión de los asuntos indios, la antropología de campo empezó a tener bases profesionales en Estados Unidos en el último tercio del siglo. XIX, a partir del Bureau of American Ethnology y de la Smithsonian Institution. El antropólogo alemán Franz Boas, inicialmente vinculado a este tipo de tarea, institucionalizó académica y profesionalmente la Antropología en Estados Unidos. En la Gran Bretaña victoriana, Edward Burnett Tylor y posteriormente autores como William Rivers y más tarde Bronisław Malinowski y Alfred Reginald Radcliffe-Brown desarrollaron un modelo profesionalizado de Antropología académica. Lo mismo sucedió en Alemania antes de 1918.
En todas las potencias coloniales de principios de siglo hay esbozos de profesionalización de la Antropología que no acabaron de cuajar hasta después de la II Guerra Mundial. En el caso de España puede citarse a Julio Caro Baroja y a diversos africanistas y arabistas que estudiaron las culturas del Norte de África. En todos los países occidentales se incorporó el modelo profesional de la Antropología anglosajona. Por este motivo, la mayor parte de la producción de la Antropología social o cultural antes de 1960 —lo que se conoce como «modelo antropológico clásico»— se basa en etnografías producidas en América, Asia, Oceanía y África, pero con un peso muy inferior de Europa. La razón es que en el continente europeo prevaleció una etnografía positivista, destinada a apuntalar un discurso sobre la identidad nacional, tanto en los países germánicos como en los escandinavos y los eslavos.
Históricamente hablando, el proyecto de Antropología general se componía de cuatro ramas: la lingüística, la arqueología, la antropología biológica y la antropología social, referida esta última como antropología cultural o etnología en algunos países. Estas últimas ponen especial énfasis en el análisis comparado de la cultura —término sobre el que no existe consenso entre las corrientes antropológicas—, que se realiza básicamente por un proceso trifásico, que comprende, en primera instancia, una investigación de gabinete; en segundo lugar, una inmersión cultural que se conoce como etnografía o trabajo de campo y, por último, el análisis de los datos obtenidos mediante el trabajo de campo.

## Historia de la ciencia por país

### Argentina
La historia de la ciencia y la tecnología en Argentina describe la trayectoria de las políticas científicas y los descubrimientos y desarrollos que se realizaron en este país.
La Argentina cuenta con una larga tradición en la investigación científica que comienza con las universidades virreinales del siglo de oro español y los científicos jesuitas de los siglos XVI y XVII, se continúa con los astrónomos y naturalistas del siglo XIX, como Florentino Ameghino. Y, con la aparición de las universidades nacionales, comienzan los primeros esfuerzos por sistematizar y formalizar el estudio científico, así surgen las universidades nacionales de Córdoba (fundada en 1613 y nacionalizada en 1854), Buenos Aires (1821), del Litoral (1889), La Plata (1897) y Tucumán (1914).
Las épocas de los gobiernos de Bernardino Rivadavia y de Domingo Faustino Sarmiento, o la de la Generación de 1880, o los años de 1956 a 1966 fueron los momentos de su mayor esplendor. Muchos científicos que contribuyeron a la ciencia en la Argentina alcanzaron renombre internacional, entre ellos tres Premios Nobel, y a su vez varios investigadores extranjeros de fama mundial se radicaron en el país a lo largo de su historia. Todos ellos fueron capaces de impulsar la creación en el país de instituciones conocidas mundialmente por sus logros.
Durante el período de posguerra se produce una transformación del sistema científico nacional. En gran medida por la creación del CONICET, organismo creado a imagen y semejanza del CNRS francés, que se encarga de financiar los recursos humanos necesarios para la investigación científica (becarios e investigadores). Durante este período también se crearon organismos específicos para la investigación en tecnología agropecuaria (INTA), industrial (INTI), nuclear (CNEA), de defensa (CITIDEF) y espacial (CNIE, actual CONAE). A nivel regional se destaca la creación de la Comisión de Investigaciones Científicas (CIC) de la provincia de Buenos Aires. Argentina tiene una larga tradición de investigación biomédica, que le ha dado al país tres Premios Nobel: Bernardo Houssay (1947, el primero de Latinoamérica), Luis Federico Leloir (1970) y César Milstein (1984). 
Este período de desarrollo del sistema científico termina abruptamente en 1966 con un episodio conocido como a Noche de los Bastones Largos que provoca una fuga de cerebros hacia países desarrollados. La persecución política e ideológica continuaría hasta el final de la última dictadura militar en 1983.

### China
La historia de la ciencia y la tecnología en China es a la vez larga y rica con muchas contribuciones para la ciencia y para la tecnología. En la Antigüedad, independientemente de los filósofos griegos y de otras civilizaciones, los filósofos chinos hicieron importantes avances en los campos de la ciencia, tecnología, matemática, astronomía y una escritura basada en símbolos. Las primeras observaciones registradas de cometas, eclipses solares y supernovas provienen de China. También se practicaron la medicina china tradicional, acupuntura y medicina herbal.
Entre los primeros inventos chinos se encuentra el ábaco, el «reloj de sombra» y las primeras máquinas voladoras, tales como los cometas y las linternas celestes. Los cuatro grandes inventos de la Antigua China, la brújula, la pólvora, el papel y la impresión, se encuentran entre los avances tecnológicos más importantes, recién conocidos en Europa hacia fines de la Edad Media. En particular, la época de la Dinastía Tang (618-906) fue de gran innovación. Mientras que buena parte del intercambio entre Occidente y China tuvo lugar durante el período de la Dinastía Qing. Las misiones jesuitas en China de los siglos XVI y XVII introdujeron la ciencia, que estaba teniendo su propia revolución, a China. Asimismo, el conocimiento de la tecnología china fue llevado a Europa. Gran parte del estudio occidental sobre la historia de la ciencia en China fue realizado por Joseph Needham.

Como apunta Joseph Needham, [los eruditos clásicos chinos] consideraban el mundo como un flujo de fenómenos concretos merecedores de una observación cuidadosa y de una relación cronológica: sin embargo, no se valían mucho de categorías analíticas. La construcción de un sistema lógico no era su fuerte. ... debemos deducir su sistema desde una confusa clasificación de expresiones registradas, glosas de los clásicos, cartas a amistades y otros documentos dispersos ... eran por educación más compiladores que creadores. Habiendo memorizado largas secuencias de los clásicos y otras historias, construían sus propias obras mediante un extenso trabajo de montaje de frases y pasajes extraídos de aquellas fuentes. A esta citación no acreditada hoy se le denominaría plagio; sin embargo, los escritores chinos antiguos se consideraban a sí mismos preservadores del registro más que sus creadores ... Casi no se utilizaban hipótesis o condiciones teóricas contrarias al hecho; lo mismo ocurría con el razonamiento lógico inductivo o deductivo. [Las escasas formas de generalizar o de expresar conceptos abstractos] dificultaba[n] la introducción de nuevas ideas extranjeras en el lenguaje escrito. En última instancia ello puede haber hecho más difícil el desarrollo de los aspectos teóricos de la ciencia. El problema más conocido con un término ... fue la frase gewu (kewu), utilizada por Zhu Xi y traducida como la investigación de las cosas. Algunos estudiosos modernos pensaron que se refería a un estudio científico de la naturaleza, pero ... el significado real era: la adquisición del conocimiento moral a través del estudio cuidadoso de los clásicos y de la inspección minuciosa de los principios tras la historia y la vida diaria.
John King Fairbank (1996) China: una nueva historia

### España
La historia de la ciencia y la tecnología en España abarca la historia de la ciencia y la historia de la tecnología en España. Al no existir un consenso académico son igualmente usadas las designaciones historia de la ciencia en España, historia de la ciencia española, historia de la ciencia y la tecnología españolas o historia de la ciencia y de la técnica en España.
El mismo deslindamiento de qué llamar ciencia, qué técnica y qué tecnología es un asunto delicado, del que se ocupan los estudios de ciencia, tecnología y sociedad, de reciente definición. Mientras que las actividades científicas y técnicas son tan antiguas como el ser humano, el establecimiento de una verdadera tecnología (entendida como la integración de conocimientos sistemáticos, recursos materiales, habilidades y procedimientos técnicos aplicados a la trasformación de un proceso productivo con una metodología consciente —que supere el nivel de lo artesanal—), ha de esperar a la Edad Contemporánea, momento que para el caso de España llegó con un notable atraso, en comparación con la precocidad y empuje con que entró en la modernidad.
Pocos científicos españoles (con excepciones como Servet o Cajal) fueron protagonistas de los cambios de paradigma que caracterizaron las sucesivas revoluciones científicas; por eso, buena parte de los estudios de historia de la ciencia consisten en el rastreo de su recepción en España, y lo mismo sucede con las transferencias tecnológicas. Hasta tal punto la ciencia y la tecnología han sido en España, hasta la primera mitad del siglo XX, una «realidad marginal en su organización y contexto social», que tal marginalidad se llegó a convertir por décadas en una especie de estereotipo nacional español difundido y celebrado por algunos medios extranjeros, unas veces rechazado por impropio o injurioso y menos veces asumido con orgullo y desdén, como en la lapidaria expresión de Miguel de Unamuno, cuyo repetido uso y abuso produjo por años un tópico o cliché utilizado con sentidos opuestos: «¡Que inventen ellos!»

### Estados Unidos
La ciencia y la tecnología en Estados Unidos tienen una larga historia, y han producido muchas figuras y desarrollos importantes en el campo. Los Estados Unidos de América nacieron alrededor de la Era de la Ilustración (1685 a 1815), una era en la filosofía occidental en la que escritores y pensadores, rechazando las supersticiones percibidas del pasado, optaron por enfatizar la vida intelectual, científica y cultural, centrado en el siglo XVII, en el que se defendía la razón como la fuente principal de legitimidad y autoridad. Los filósofos de la Ilustración imaginaron una "república de la ciencia", donde las ideas se intercambiarían libremente y el conocimiento útil mejoraría la vida de todos los ciudadanos.

### India
Las aplicaciones más antiguas que se conocen de la ciencia en la India se desarrollaron en el ámbito de la medicina, la metalurgia, la construcción (por ejemplo, la construcción naval, la producción de cementos y pinturas) y la producción textil. Esto llevó al desarrollo de ciencias primigenias sobre la química y la física. A pesar de carecer de una posición social específicamente orientada a la ciencia dentro del sistema indio de castas, la casta privilegiada de los brahmani pronto se interesó por el valor y  potencial de la innovación durante el tiempo del Raj británico. El primer medio de comunicación científica en India, Asiatick Researches, se fundó en 1788. Las primeras publicaciones científicas en idiomas indios aparecieron hacia finales del mismo siglo, y la publicación a gran escala de libros científicos y libros de texto comenzó a principios del siglo XIX.
Muchos conceptos matemáticos usados hoy provienen del trabajo de matemáticos indios como Aryabhata. Multitud de científicos indios han conseguido reconocimiento y fama internacional, entre ellos figuras como Satyendra Nath Bose, Meghnad Saha, Jagdish Chandra Bose y C. V. Raman.
En el ámbito de las ciencias sociales, desde los años 1980 se ha detectado un abandono significativo en comparación con los recursos financieros dedicados a las ciencias naturales y la ingeniería, constituyendo apenas un 8% del presupuesto nacional para ciencia y tecnología. Este declive, que ha tenido impactos diferentes en diferentes regiones y disciplinas, empobrece las condiciones de trabajo académico y ha tenido un impacto negativo en la capacidad de internacionalización de la investigación social en India.

### México
En la era prehispánica la comunidad más desarrollada fue la maya, que contaba con un sistema numérico, escritura y calendario. Desarrollos similares lograron los pueblos olmecas, aztecas y zapotecas. La medicina de esta época se basaba en la herbolaria y las infusiones.
Con la conquista española, inició la etapa del Virreinato de la Nueva España, que introdujo la cultura científica de este país europeo. En 1551, abrió sus puertas la Real y Pontificia Universidad de México, donde se impartían cursos de física y de matemáticas desde una perspectiva aristotélica. El filósofo agustiniano Alonso Gutiérrez escribió una Physica speculatio, el primer texto científico del continente americano, en 1557.
En cuanto a la Ilustración mexicana, la ciencia puede dividirse en cuatro periodos: el periodo inicial (1735 a 1767), el periodo criollo (de 1768 a 1788), el periodo oficial o español (de 1789 a 1803) y el periodo de síntesis (de 1804 hasta el inicio del movimiento independentista en 1810).3 Entre los científicos más célebres del periodo de la Ilustración mexicana, puede anotarse a José Antonio de Alzate y Ramírez y a Andrés Manuel del Río.
La guerra de independencia paralizó el desarrollo científico. A finales del , comenzó el proceso de industrialización. Con la influencia de los positivistas y de los pensadores científicos, el gobierno mexicano comenzó a ofrecer educación pública.

### Venezuela
La historia de la ciencia y tecnología en Venezuela describe el desarrollo histórico de la ciencia y la tecnología en Venezuela. Es recién con el siglo XX que comienza una inversión perceptible aunque aún precaria en la creación de tecnología propia.
La ciencia y tecnología, como un recurso importante para la sociedad, en el caso venezolano, no conectó eficientemente con la realidad productiva venezolana, continuó su aislamiento y poco aprovechamiento real. Las ideas germinales, que pudieron ser muchas en 40 años, no fueron impulsadas por la sociedad venezolana como un todo, ni de parte del sector oficial y, mucho menos del sector privado, quien en última instancia sería uno de los grandes beneficiarios del desarrollo en ciencia y tecnología.

## Documentales
- Jacob Bronowski y otros, El ascenso del hombre, 1973.
- Carl Sagan y otros, Cosmos: un viaje personal, 1980.
- Neil deGrasse Tyson y otros, Cosmos: una odisea de tiempo y espacio, 2014.